# Софийский метрополитен
Софи́йский метрополите́н (болг. Софийски метрополитен или Софийско метро) — система метрополитена в Софии, столице Болгарии. Является одной из новейших в Европе, первой и единственной в Болгарии. Состоит из четырёх линий длиной 52 км, на которых расположены 47 станций. Действует маршрутная система движения поездов (4 маршрута) с четырьмя пересадочными станциями.
Среднее расстояние между станциями первой линии — 1100 м, второй линии — 912 м, третьей линии — 1000 м, длина платформ на первом радиусе — 120 м (рассчитаны на 6 вагонов стандартной длины), на втором радиусе и на второй линии — 104 м, на третьей линии - 105 м. Используется стандартная для Европы колея шириной 1435 мм. Питание — от контактного рельса напряжением 825 В. Максимальная скорость поездов — 80 км/ч, минимально возможный интервал между поездами — 90 секунд.

## История строительства и перспективы
Первые исследования и планы строительства подземного транспорта в Софии были осуществлены в конце 60-х годов прошлого века. В 1972 году Совет министров одобрил технико-экономический доклад, а в 1973 году была создана специализированная проектная организация «Метропроект». В 1974 году на основе технико-экономического доклада решением исполкома столичного народного совета была принята Генеральная схема развития линий метрополитена, согласно которой сеть состоит из 3 линий общей длиной 52 км с 47 станциями (среднее расстояние между станциями — 1100 м).
Согласно Генеральной схеме, должны были построены следующие линии:
- Первая линия: Жилой район «Обеля» — Жилой район «Молодость» (болг. Младост)/«Софийский аэропорт» (болг. Летище София);
- Вторая линия: Район «Холодильник» (болг. Хладилника) — Район «Надежда»/Квартал «Илиянци»;
- Третья линия: Жилой район «Овча купел» — Жилой район «Васил Левски»).

Линии должны пресекаться в центральной части города в форме треугольника с вершинами: площадь «Святая Неделя», Софийский университет имени святого Климента Охридского, Национальный дворец культуры.
Согласно первоначальной Генеральной схеме, после нынешней станции «Сердика» трасса первой линии должна была проходить по бульвару Дондукова (болг. бул. «Княз Александър Дондуков»), а после Софийского университета — по бульвару «Цареградское шоссе» (болг. бул. «Цариградско шосе»), тогда бульвару Ленина. Изменение маршрута произошло в 1993 году.
В 1975 году распоряжением Совета министров государственное хозяйственное объединение «Гидрострой» было определено как генеральный подрядчик строительства метрополитена. В рамках этого предприятия была создана специализированная строительная организация «Метрострой», которая в 1980-е годы выделилась в самостоятельную фирму. В 1989 году «Метрострой» был преобразован в фирму, принадлежащую столичной общине, которая просуществовала до 1999 года, когда была ликвидирована вследствие тяжелого финансового состояния.
Распоряжением Совета министров в 1975 году в рамках столичной общины была создана дирекция «Метрополитен», которая финансировала сооружение объектов, поставляла оборудование, осуществляла подготовку к эксплуатации метрополитена (сегодня фирма «Метрополитен» ЕАД). В 1990 году фирма «Метропроект» была преобразована в общество («Метропроект» ООД), которое было приватизировано в 2000 году.

### Первая линия
В 1979 году в рамках первой очереди первой линии началось строительство станций «Вардар» и «Люлин», а первые тоннели и две станции были сооружены в 1982 году при строительстве Национального дворца культуры.
Софийский метрополитен был открыт 28 января 1998 года, после более чем 18 лет строительства.
На момент открытия первая линия состояла из пяти станций («Сливница», «Люлин», «Западный парк» (болг. Западен парк), «Вардар» и «Константин Величков») и имела длину 6,5 км.
Первая линия продлевалась на восток по одной станции в 1999 («Ополченская» болг. Опълченска) и 2000 году («Сердика»), в 2003 году был открыт участок в северном направлении с одной надземной станцией — «Обеля».
В 2009 году первая линия была продлена на шесть станций в восточном направлении, до жилого квартала «Младост» (рус. Молодость).
Официальная дата открытия нового участка первой линии от станции «Младост 1» до станции «Стадион „Васил Левски“» — 8 мая 2009 года. Несколько месяцев на линии существовало два независимых участка, но 7 сентября 2009 года участки соединены, и в эксплуатацию вошла станция «СУ „Св. Климент Охридски“», хотя её официальное открытие отложено на 8 сентября 2009 года.
5 февраля 2009 года завершены работы по сооружению тоннелей, связывающих станцию «Сердика» со станцией «СУ „Св. Климент Охридски“», находящейся у софийского университета, и с сентября того же года действующий участок связан с новыми 6 станциями.
Таким образом, в мае 2009 года число находящихся в эксплуатации станций увеличилось до 13, а с сентября года в эксплуатации находятся 14 станций, общей длиной 17,9 км. Пять из новых станций подземные, а одна — надземная. За месяц после открытия новых станций пассажиропоток увеличился вдвое — до 163 тыс. пассажиров в сутки, а в зимние месяцы достиг 201 тыс. пассажиров.
25 апреля 2012 г. в восточном направлении вступил в эксплуатацию ещё один участок первой линии, длиной 2,140 км и 2 станции («Молодость 3» (болг. Младост 3) и «Цареградское шоссе» (болг. Цариградско шосе)). Начало строительства данного участка — 15 февраля 2009 года.
2 апреля 2015 года открыт «северный луч» первой линии протяженностью 5 км с 4 станциями («Дружба», «Искырское шоссе» (болг. Искърско шосе), «Софийская святая гора» (болг. Софийска Света гора) и «Софийский аэропорт» (болг. Летище София)). Строительство данного участка началось 21 ноября 2012 года. Участок вошел в эксплуатацию 4 апреля 2015 года.
25 апреля 2013 г. началось строительство «южного луча» первой линии с 3 станциями: «Александр Малинов» (болг. Александър Малинов), «Академик Александр Теодоров — Балан» (болг. Академик Александър Теодоров – Балан) и «Бизнес парк София». Данный участок был введен в эксплуатацию 8 мая 2015 года.
На двух станциях 1 линии Софийского метрополитена «Ополченска» и «Васил Левски» установлены подъёмные барьеры. К 2022 году из-за различной конфигурации расположения дверей на разных подвижных составах для безопасности пассажиров на 12 станциях 1 линии Софийского метрополитена будут установлены подъёмные барьеры. Болгария – вторая посткоммунистическая страна после России, установившая на станции метрополитена платформенные раздвижные двери и первая, установившая на станции метрополитена раздвижные бронированные стеклянные прозрачные двери высотой около 120 см, расположенные на краю перрона, защищающие пассажира или его имущество от падения на железнодорожные пути, оставаясь в закрытом положении, если на пути нет полностью остановившегося поезда.

### Вторая линия
14 декабря 2008 года на торжественной церемонии было объявлено начало строительства пускового участка второй линии с 7 станциями длиной 6,5 км. В её состав вошли две построенные в 1980-х годах станции. Пересадка на линию 1 располагается на станции «Сердика II». Строительство финансировалось ОП «Транспорт» ЕС. Строительство велось при помощи двухпутного щита фирмы «Херренкнехт» диаметром 9,45 м, старт которого состоялся 6 апреля 2010 года. Все станции подземные, с боковыми платформами (за исключением двух построенных в 1980-х годах). 1 сентября 2011 года была произведена последняя сбойка туннелепроходческого комплекса. Пуск участка состоялся 31 августа 2012 года.
Одновременно с этим в начале 2010 года началось и строительство участка от станции «Обеля» до стартового котлована пускового участка, расположенном у транспортного узла «Надежда». На участке длиной 4130 м сооружены 4 станции. Строительство ведут открытым способом и миланским способом. Первая станция надземная (на эстакаде), а остальные — подземные, с боковыми платформами. Первые 11 станций пускового участка второго диаметра были введены в эксплуатацию 31 августа 2012 года в присутствии председателя Европейской комиссии Жозе Мануэля Баррозу.
После окончания проекта и параллельного строительства метрополитена в 2012 году в Софии в действии две линии, общей длиной 31 км, а общий пассажиропоток к октябрю 2013 года достиг ~320 тыс. в сутки
В 2012 г. началась подготовка технического проекта продления линии на одну станцию в южном направлении. Начало строительства — в августе 2014 г. Станция «Витоша» введена в эксплуатацию в июле 2016 года, она расположена между улицами «Сребырна» и «Черни връх».
В будущем предполагается продление ещё на 2 станции в южном направлении — в кварталах «Крыстова вада» и «Драгалевци». В более далеком будущем возможно продление и в северном направлении — в сторону района «Илиянци».

### Третья линия
Строительство началось в январе 2016 г. На третьей линии длиной 15,9 км запланировано 16 станций и депо в жилом районе Земляне. Станции пересадок: на первую линию — на станции «СУ Св. Климента Охридского» и на вторую линию — на станции «НДК». В августе 2015 г был утверждён пусковой центральный участок. Расположение станций и маршрут основной линии был утверждён управой города в 2012 году, однако всё ещё велись общественные дискуссии по поводу возможных ответвлений. Открытие первой очереди третьей линии ожидалось в 2019 году. На центральном участке 7 станций. Его строят тоннелепроходческим комплексом. Кроме того, одновременно с центральным участком идёт строительство ещё 4 станций в западную и двух — в восточную сторону города. Подвижной состав на линии с верхним токосъёмом, составы Siemens Inspiro. Линия полностью автоматизирована (GoA 3 уровень автоматизации), Болгария вторая посткоммунистическая страна после Венгрии, внедрившая технологию автоведения в метро. Движение поездов полностью автоматизировано и они работают без машиниста в кабине поезда, однако в ней всё же будет находиться человек для слежения за посадкой и высадкой пассажиров. На начальном этапе по линии будут ездить 30 трёхвагонных поездов длиной 60 м, но потом на втором этапе поезда увеличатся до четырех вагонов. На всех станциях третьей линии установлены автоматические платформенные ворота. Болгария — вторая посткоммунистическая страна после России, установившая на станции метрополитена платформенные раздвижные двери (видов ограждений, установленных по краям платформ для безопасности пассажиров или из-за конструктивных особенностей строительства станции) и первой, установившей на станции метрополитена один из её подвидов — автоматические платформенные ворота (Белоруссия стала второй в том же году).
Открытие линии неоднократно переносилось. 26 августа 2020 года открыт первый участок от станции «Хаджи Димитр» до станции «Красное село», 8,0 км. Открытие второго участка от станции «Красное село» до станции «Горна Баня» состоялось 24 апреля 2021 года.
21 марта 2022 года началось строительство трёх новых станций от станции «Хаджи Димитр» в сторону квартала «Левски». Планируемая дата открытия — 2025 год.

## Пересадки
| № | Пересадка на линию                                             | Со станции                   | На станцию                      |
| - | -------------------------------------------------------------- | ---------------------------- | ------------------------------- |
| 3 | Линия М3 жилой район «Горна Баня» — жилой район «Хаджи Димитр» | Национальный Дворец Культуры | Национальный Дворец Культуры II |

### Планы
Строительства метрополитена предполагает:
- ответвление первой линии от станции «Люлин» к кольцевой дороге;
- продление первой и второй линии в южном направлении;
- два ответвления от второго и третьего диаметров как линии М5: Илиянци — Студентски град и М6: Слатина — Бакстон соответственно.

### Связь с национальными железными дорогами
9 декабря 2018 года был запущен первый регулярный поезд между вокзалами Казичене и Банкя. В ближайшем будущем прогнозируется включение в сети вокзалов Перник, Своге, Горна-Малина и Драгоман, а также поселков, находящихся на этих трассах. Уточняется цена единого проездного билета.. Станции, на которых можно осуществить переход/ пересадку:
- Обеля
- Центральный вокзал
- Илиянци
- Искърско шосе
- Горна баня
- Будущая станция возле вокзала «Подуене».

## Пусковые объекты
| Участок                                     | Количество станций | Дата открытия       | Время прошедшее после предыдущего открытия: в целом в метро \| на той же линии (номер линии) |
| ------------------------------------------- | ------------------ | ------------------- | -------------------------------------------------------------------------------------------- |
| «Сливница» — «Константин Величков»          | 5                  | 28 января 1998 г.   | —                                                                                            |
| «Константин Величков» — «Ополченска»        | 1                  | 17 сентября 1999 г. | 1 год 7.7 мес \| то же (М1/М4)                                                               |
| «Ополченска» — «Сердика»                    | 1                  | 31 октября 2000 г.  | 1 год 1.5 мес \| то же (М1/М4)                                                               |
| «Сливница» — «Обеля»                        | 1                  | 20 апреля 2003 г.   | 2 года 5.7 мес \| то же (М1/М4)                                                              |
| «Стадион Васил Левски» — «Младост 1»        | 5                  | 8 мая 2009 г.       | 6 лет 0.6 мес \| то же (М1/М4)                                                               |
| «Стадион Васил Левски» — «Сердика»          | 1                  | 8 сентября 2009 г.  | 4 мес \| то же (М1/М4)                                                                       |
| «Младост 1» — «Цариградско шосе»            | 2                  | 25 апреля 2012 г.   | 2 года 7.6 мес \| то же (М1/М4)                                                              |
| «Обеля» — «Джеймс Баучер»                   | 11                 | 31 августа 2012 г.  | 4.2 мес \| новая линия М2                                                                    |
| «ИЕЦ-Цариградское шоссе» — «Аэропорт София» | 4                  | 2 апреля 2015 г.    | 2 года 7.1 мес \| 2 года 11.3 мес (M1/M4)                                                    |
| «Младост 1» — «Бизнес парк София»           | 3                  | 8 мая 2015 г.       | 1.2 мес \| то же (М1/М4)                                                                     |
| «Джеймс Баучер» — «Витоша»                  | 1                  | 20 июля 2016 г.     | 1 год 2.4 мес \| 3 года 10.7 мес (М2)                                                        |
| «Хаджи Димитр» — «Красно Село»              | 8                  | 26 августа 2020 г.  | 4 года 1.2 мес \| новая линия М3                                                             |
| «Красно Село» — «Горна Баня»                | 4                  | 24 апреля 2021 г.   | 8 мес \| то же (М3)                                                                          |

## Недостроенные станции
На 2009 год в Софийском метрополитене имелись три станции-призрака:
- Во время стройки перегона Сливница — Обеля при прохождении линии под железной дорогой была построена (в конструкциях) станция с боковыми платформами (платформы не были построены). Станция находится сразу после железной дороги, со стороны Обели. Выходы со станции и вестибюли не были построены. Есть планы построить ЖД-платформу и тогда открыть станцию, достраивая её без остановки движения на линии.
- В начале 1980-х годов при строительстве Национального дворца культуры (НДК) были построены в конструкциях две станции второй линии и перегоны между ними — в парке перед НДК и возле гостиницы «Хемус» (станция «Св. Наум», переименована в «Европейский союз»). На протяжении 19 лет станции были законсервированы. Лишь в 2008 году, когда началось строительство Второго метродиаметра (Второй линии), на станциях возобновились работы. Станции (и перегоны) находились в удовлетворительном состоянии. Обе станции с островными платформами. В августе 2012 обе станции были открыты как часть второй линии.

## Подвижной состав

### Пассажирский подвижной состав
В Софийском метрополитене на всех линиях, кроме третьей, используются вагоны типов 81-717.4/714.4 и 81-740.2/741.2 «Русич» производства завода «Метровагонмаш» (Россия). На 2004 год в метрополитене было 12 четырёхвагонных составов 81-717.4/714.4.
В 2004 году был заключён контракт с российским заводом на поставку ещё 6 трёхвагонных составов типа 81-740.2/741.2 «Русич». После 2005 года они постепенно поступили в депо. Все они находятся в эксплуатации.
В связи с расширением метрополитена в 2009 году доставлено ещё три состава типа «Русич».
Первый из них был отправлен в Софию 29 апреля, а остальные — в июле.
Осенью 2009 года было объявлено, что в августе 2010-го будет доставлено ещё 3 состава. Вагоны «Русич» новой модификации (81-740.2Б/741.2Б) с тремя дверями во всех секциях, кроме головных, были доставлены в ноябре и декабре того же года.
17 июня 2011 года был подписан договор о поставке 18 поездов (54 вагона) типа «Русич» модификации 2Б. Договор подписан генеральным директором предприятия Андреем Андреевым и исполнительным директором софийского метрополитена Стояном Братоевым. Все вагоны были поставлены в софийское метро в 2012 году.
В 2013 году доставлено ещё 10 поездов (30 вагонов) типа «Русич» модификации 2Б в связи с продлением Первой линии в сторону Аэропорта и Бизнес парка.
Итого: в эксплуатации находятся 12 составов (48 вагонов) 81-717.4/714.4 и 40 составов (120 двухсекционных вагонов) типа 81-740.2/741.2 «Русич».
Действует два электродепо, выезд из одного из них — «Обеля», находится между станциями «Сливница» и «Обеля», второе депо — «Земляне», было открыто вместе с третьей линией в 2020 году и находится за станцией «Цар Борис III/Красно Село».
На третьей линии используются составы Siemens Inspiro с верхним токосъёмом.
В январе 2023 года, после российского вторжения в Украину и последующих санкций, руководство Софийского метрополитена отказалось от закупки подвижного состава российского производства.

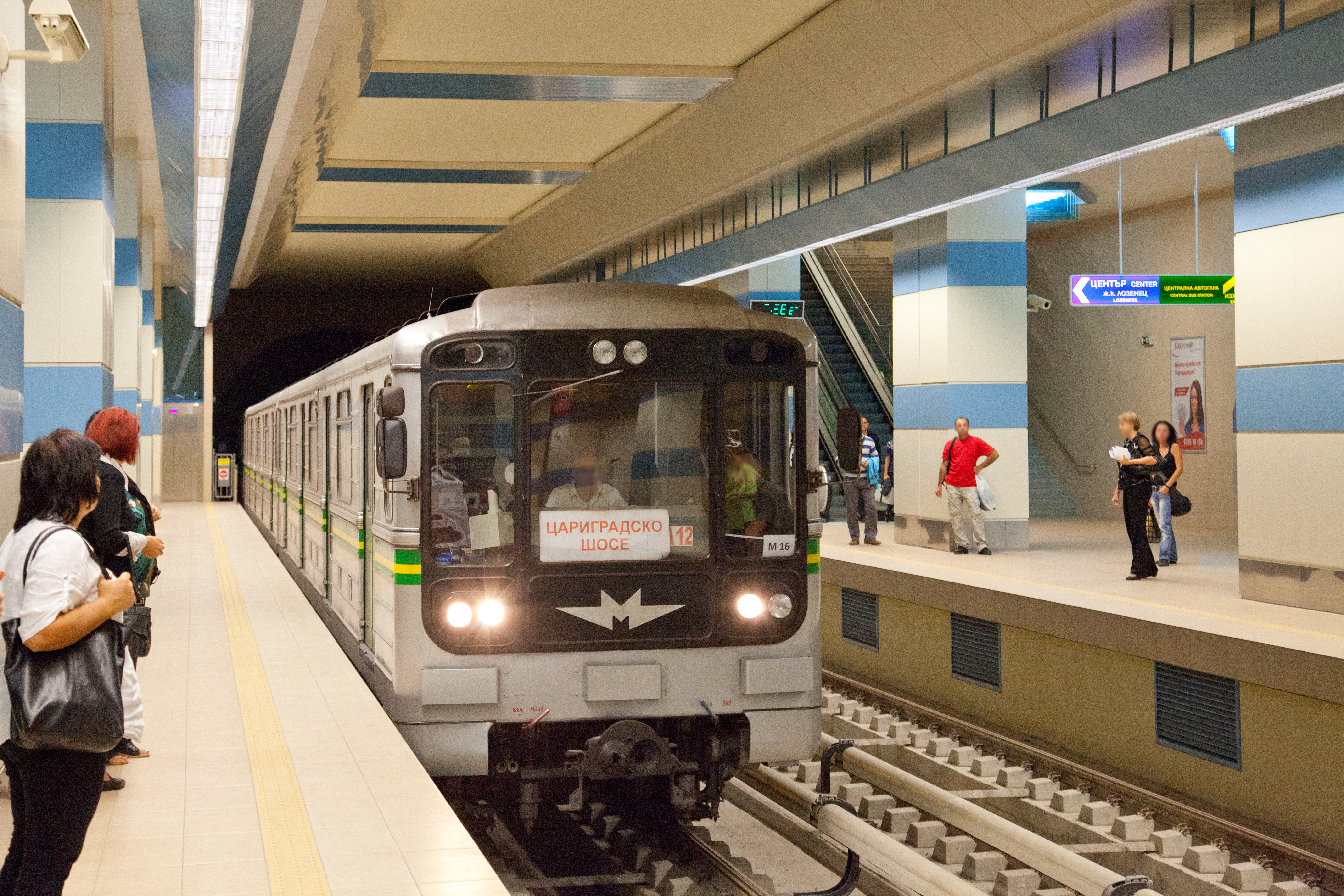
81-717.4/714.4 на станции Центральный ж.д. вокзал
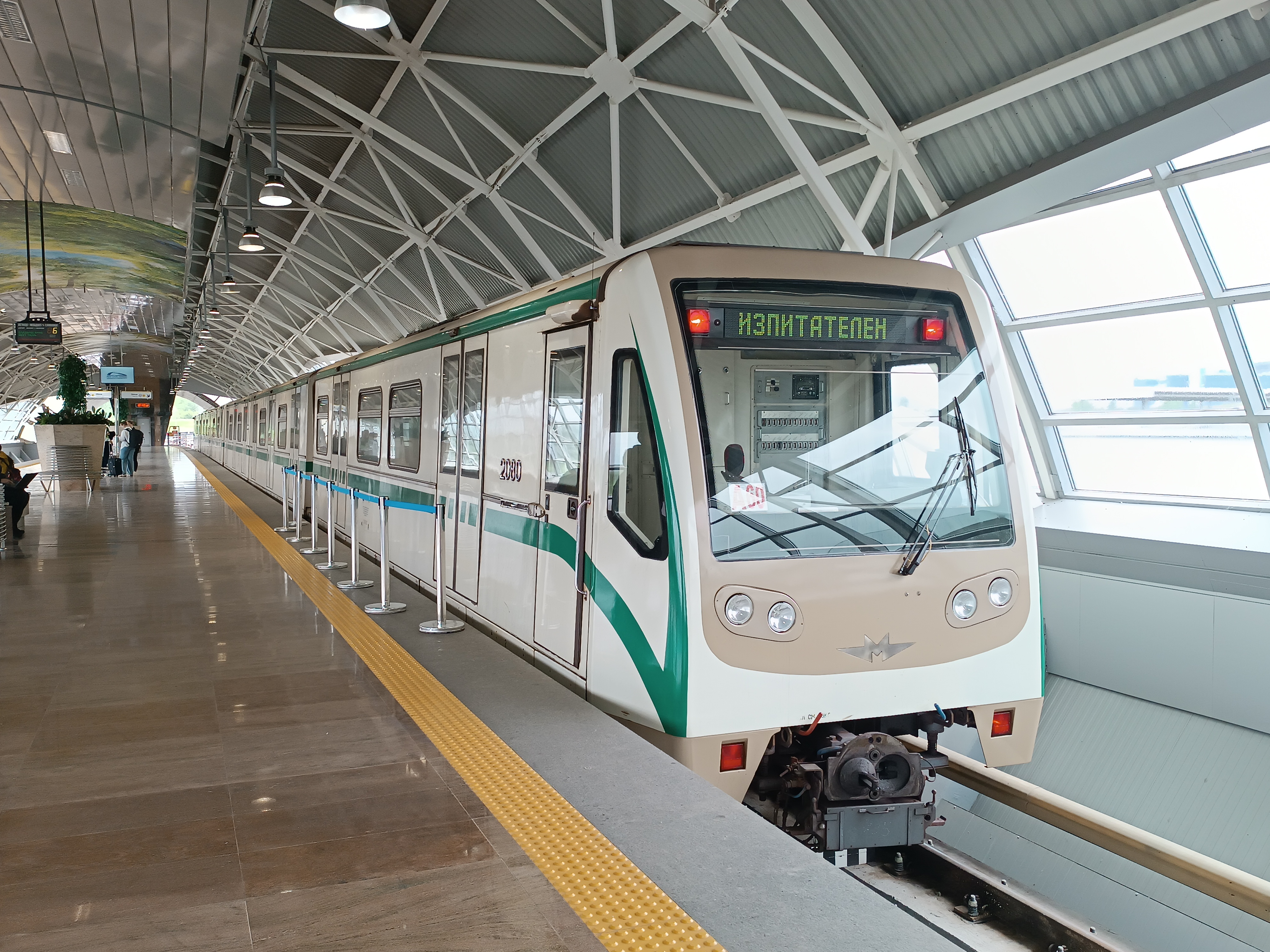
«81-740.2Б/741.2Б Русич» на станции Аэропорт София
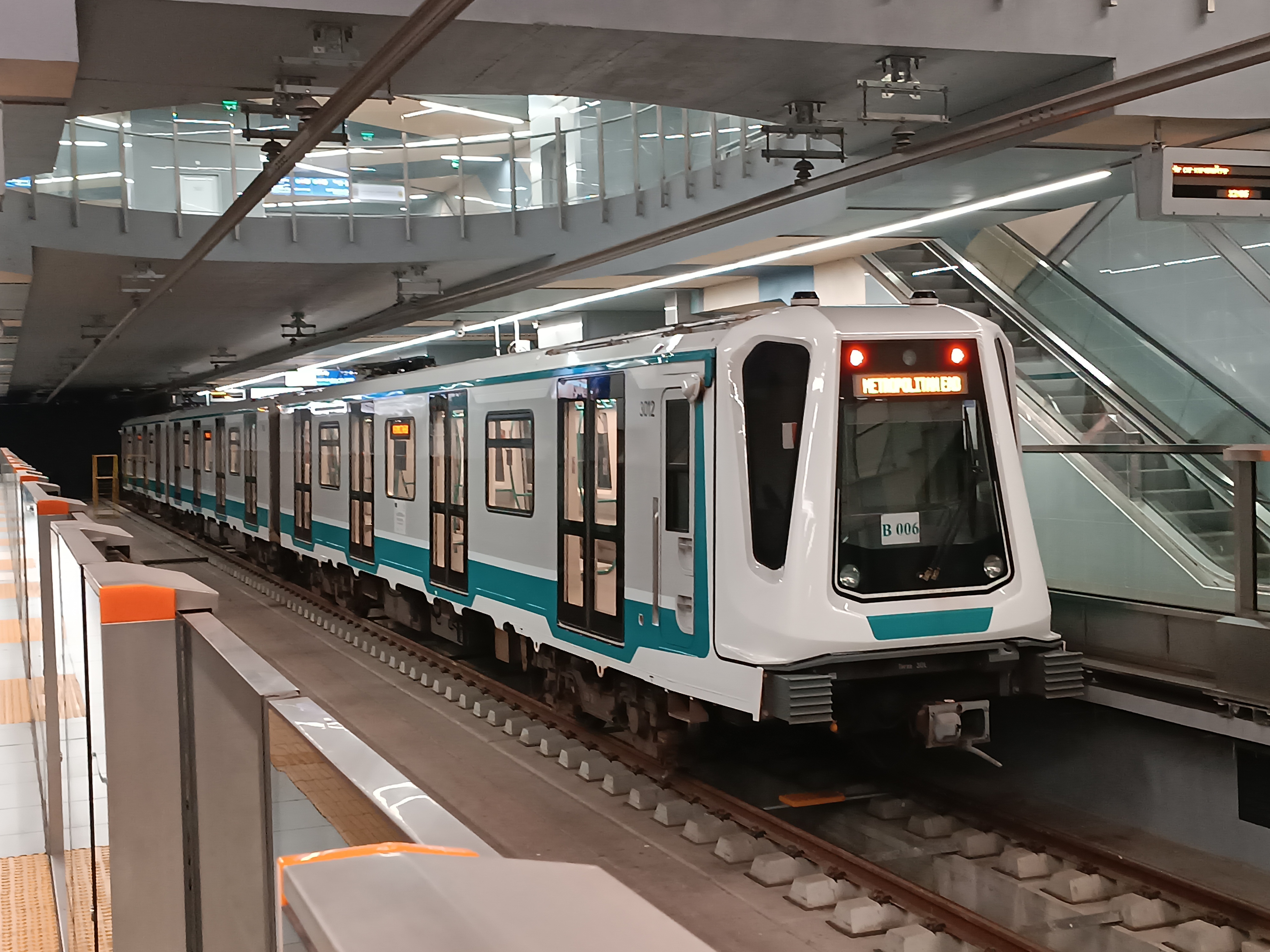
«Siemens Inspiro» на станции Хаджи Димитр

## Время работы
Метрополитен работает с 5:00 до 23:30, интервал между поездами — от 3 минут 30 секунд до 10 минут 30 секунд.

## В культуре
В фильмах «Кодекс вора» (2009) и «Ниндзя» (2009) Софийский метрополитен «сыграл» роль Нью-Йоркского, из-за чего можно было ошибочно подумать, что в нём эксплуатируется советско-российская серия вагонов 81-717/714 — в реальности они используются в метрополитенах России, городах стран постсоветского пространства, а также в самой Софии, Праге, Будапеште и Варшаве. В Нью-Йорке же, в свою очередь, эксплуатируются вагоны с литерой «R» перед цифровым обозначением.

## Фотогалерея

### Первая линия

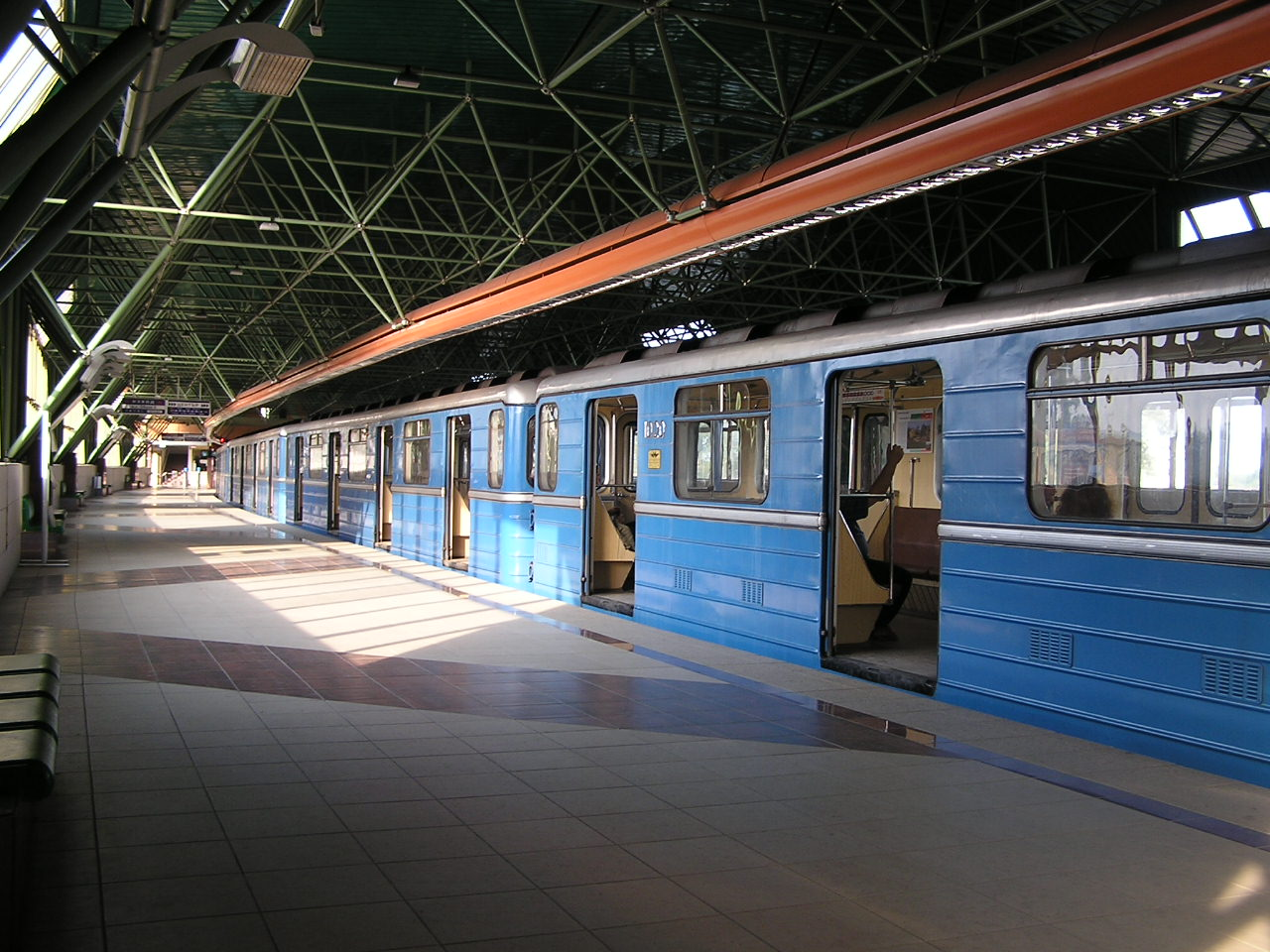
«Обеля»
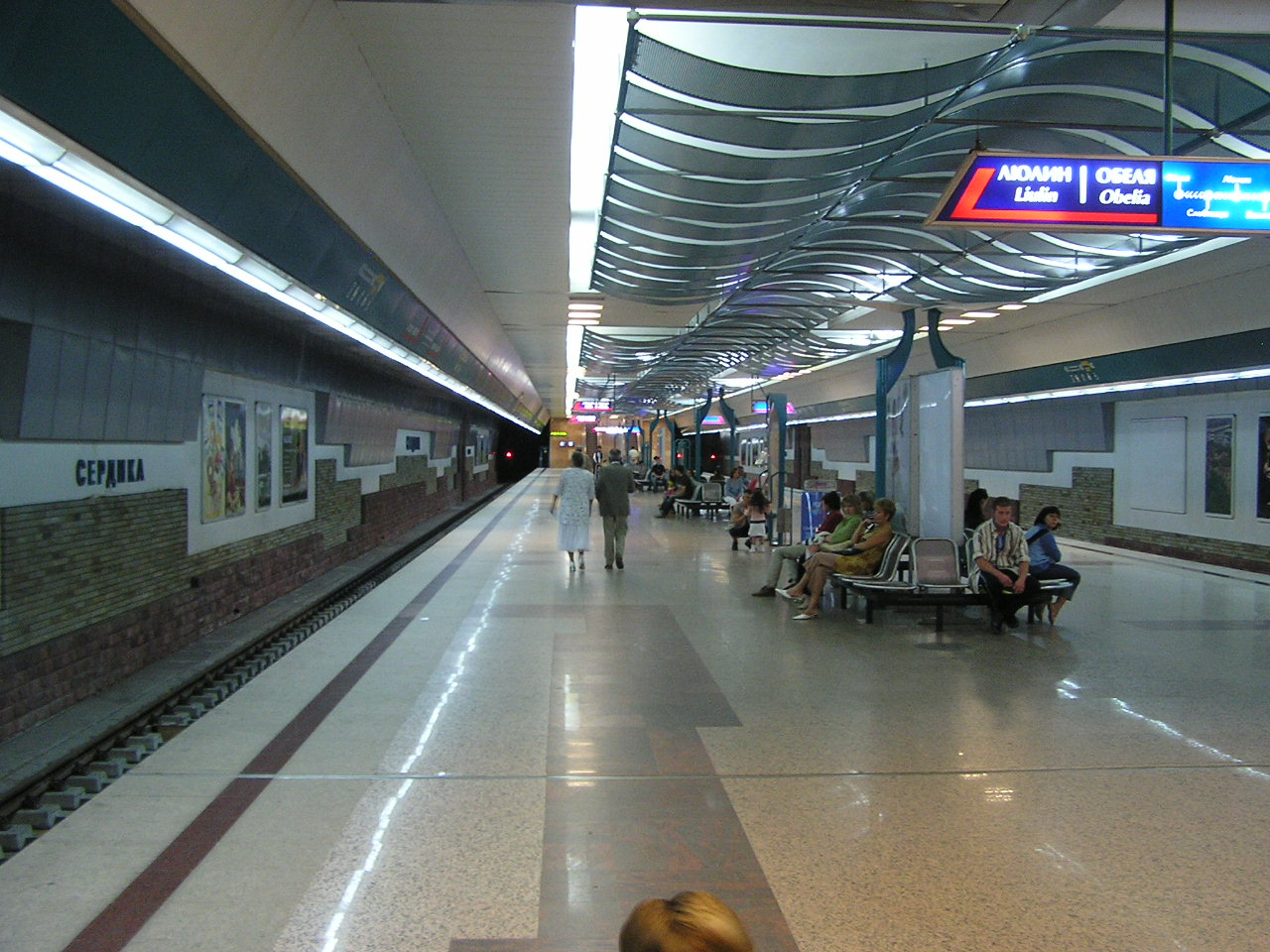
«Сердика»
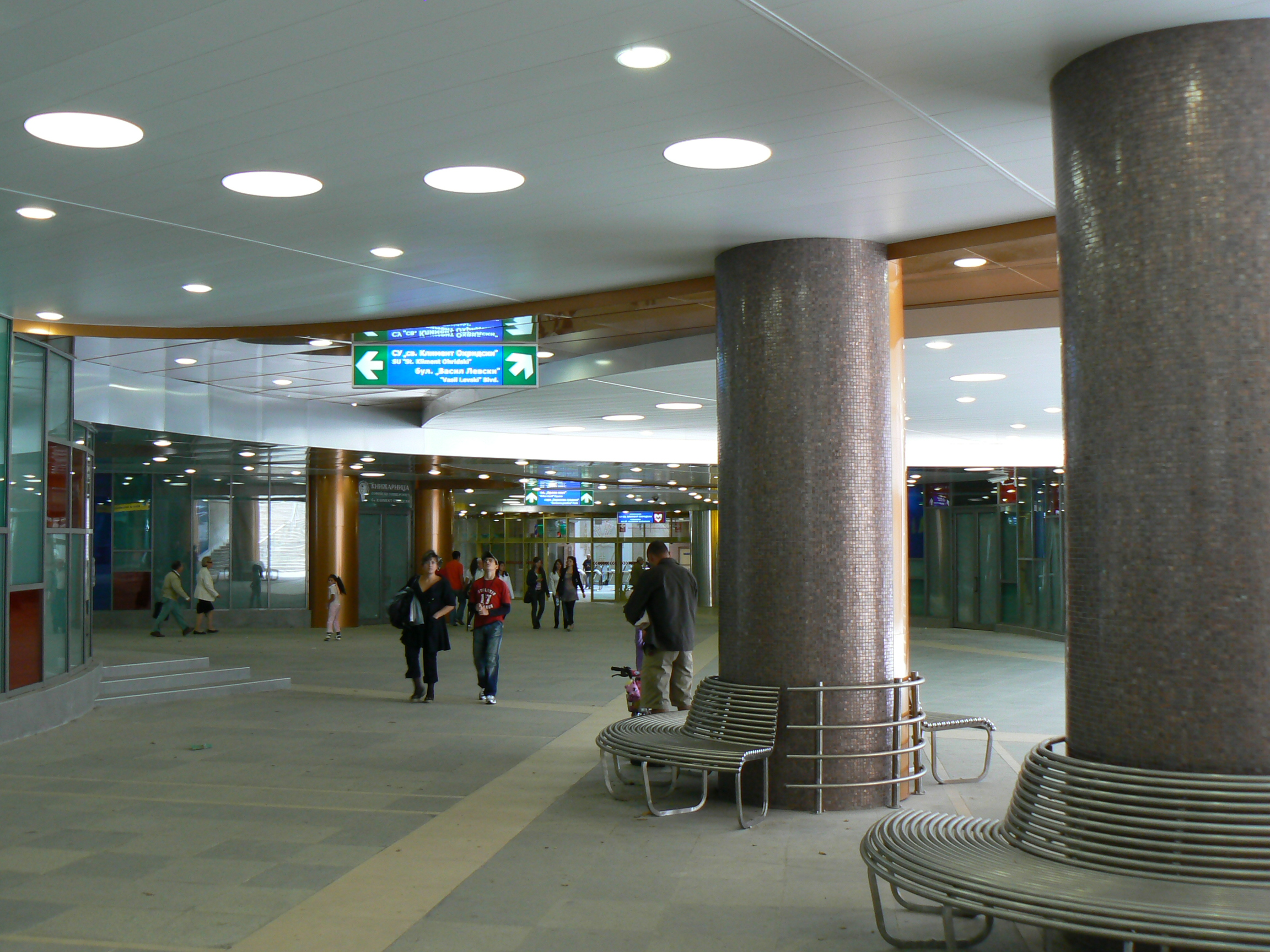
Переход с вестибюлем «СУ Св. Климент Охридски»
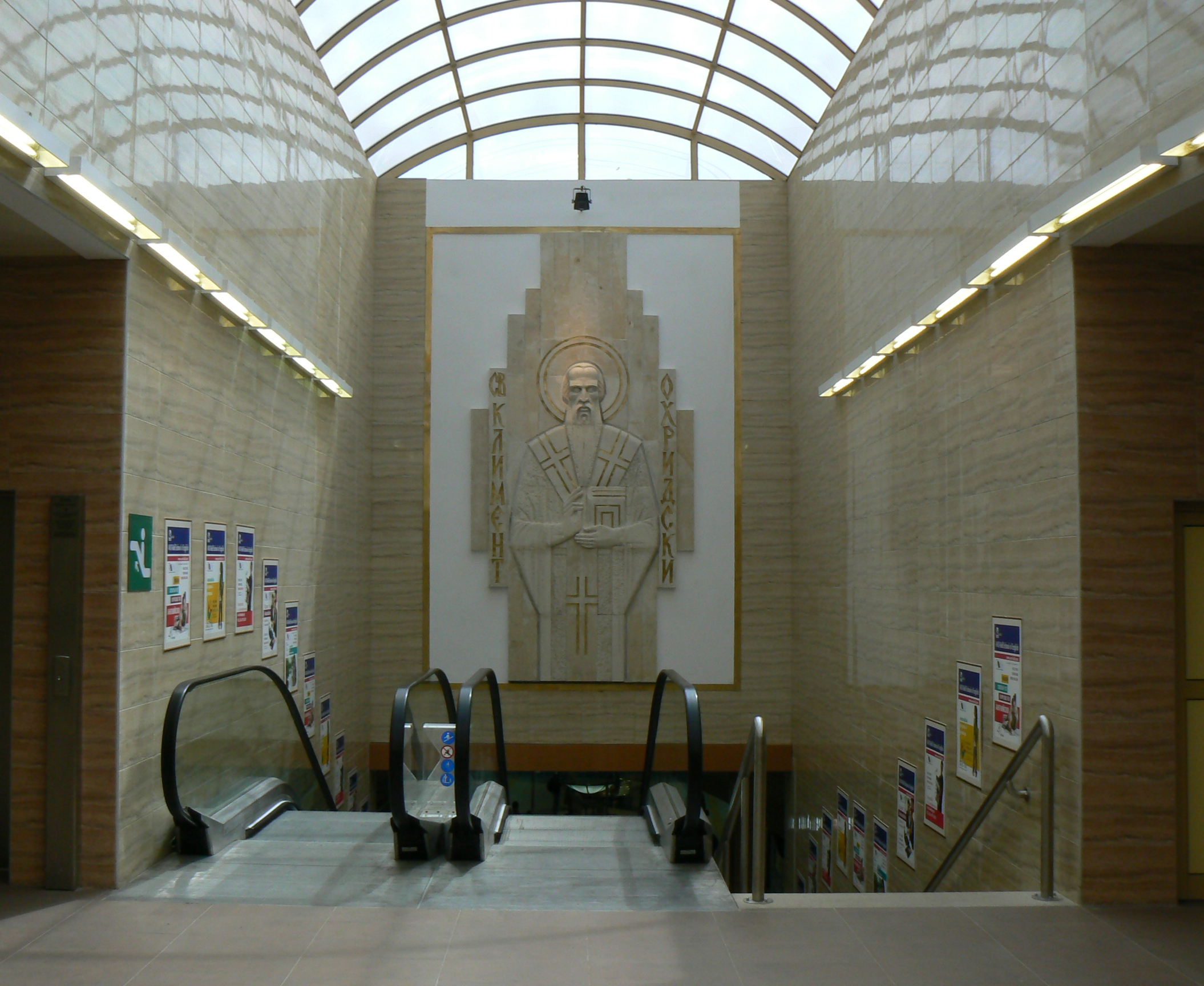
Вестибюль «СУ Св. Климент Охридски» со стороны Университета
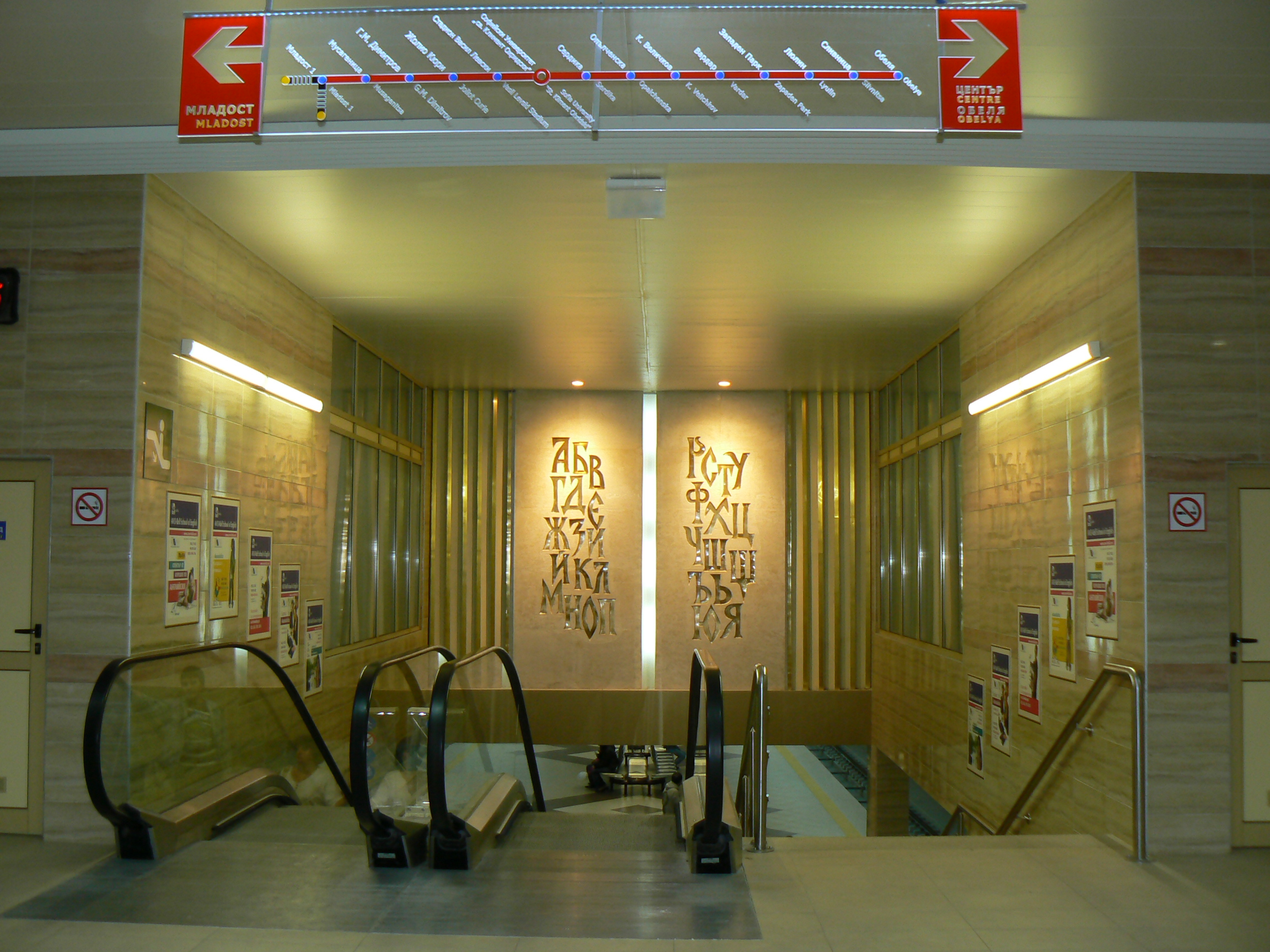
Вестибюль «СУ „Св. Климент Охридски» со стороны Орлиного моста
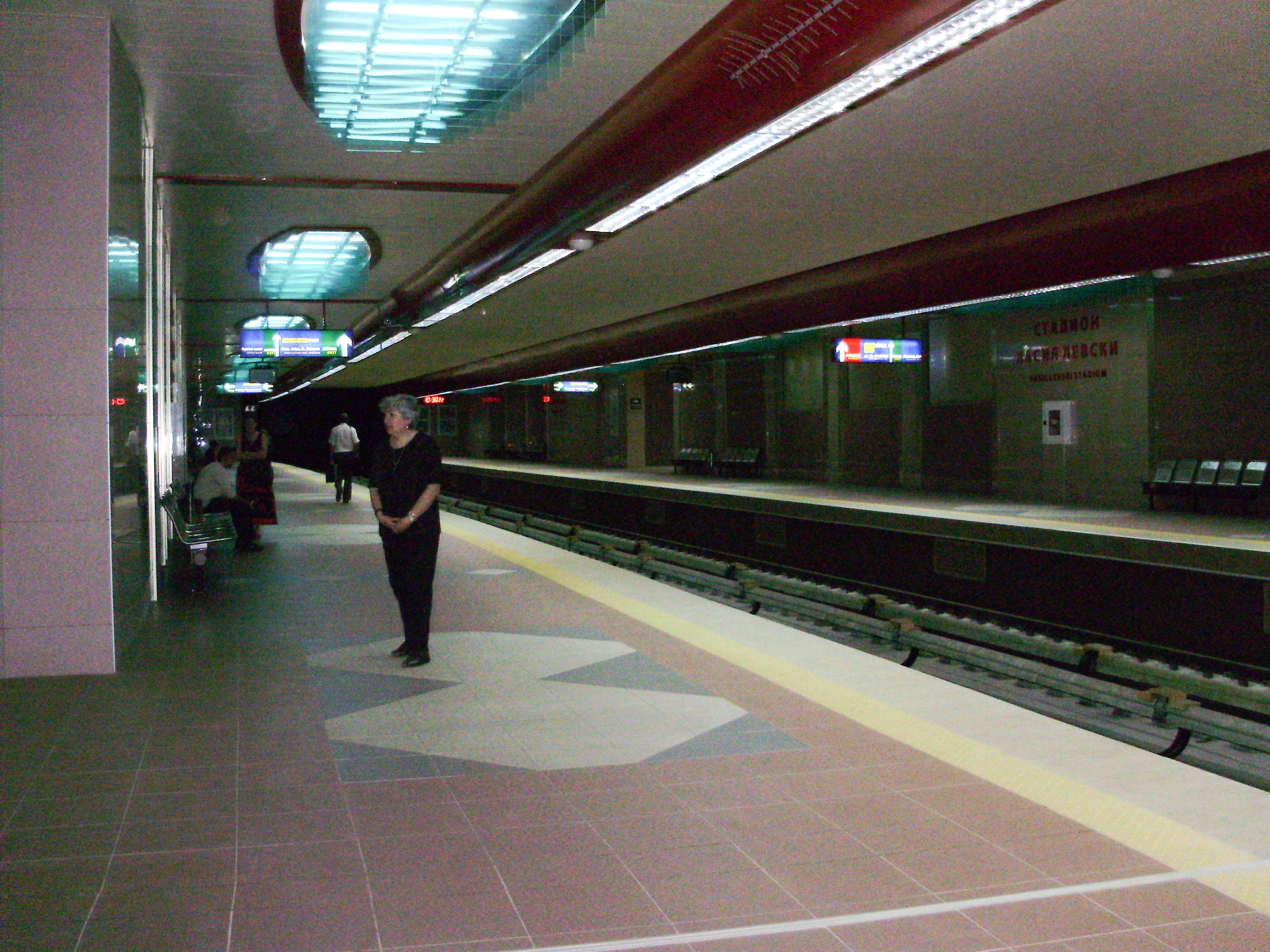
«Стадион Васил Левски»
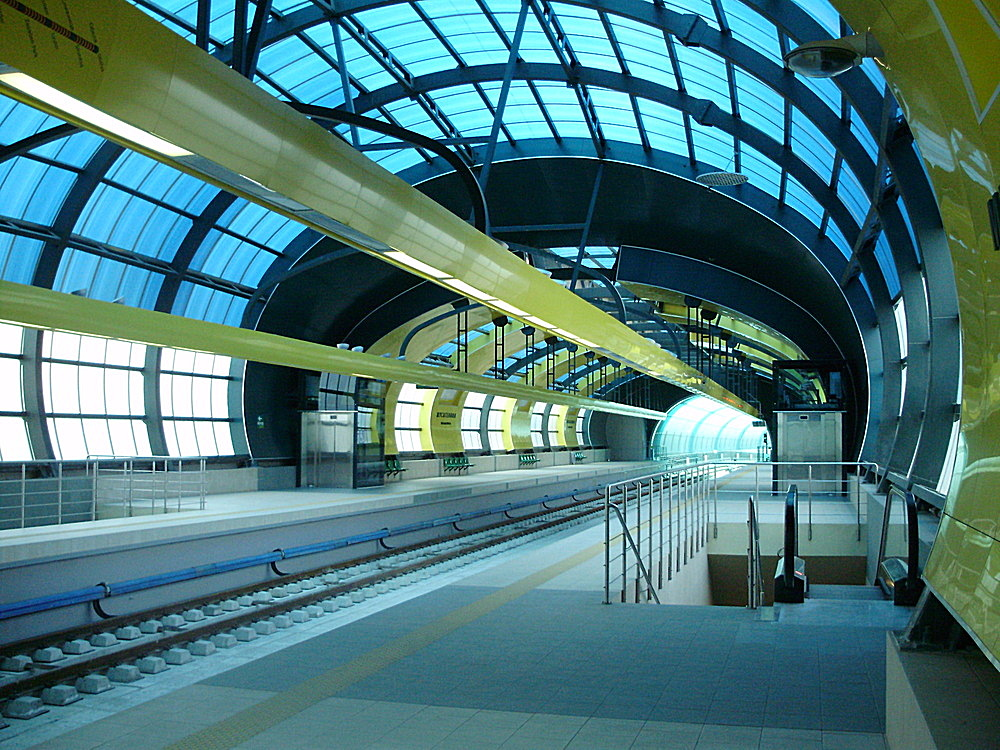
«Мусагеница»
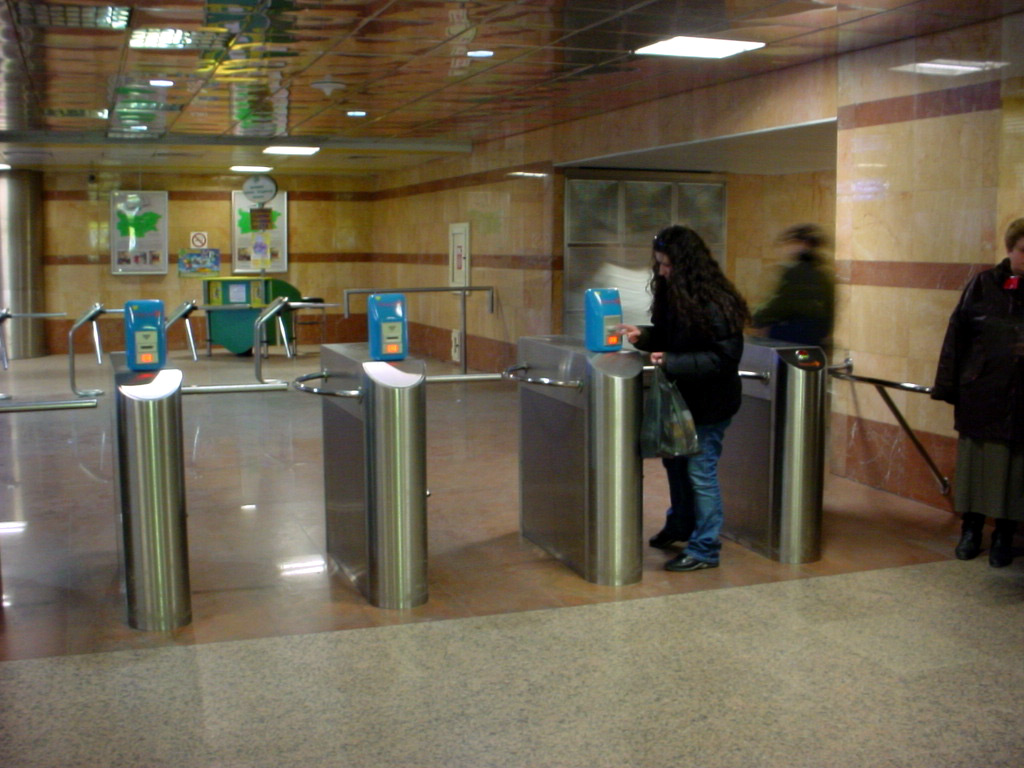
Турникеты в софийском метро
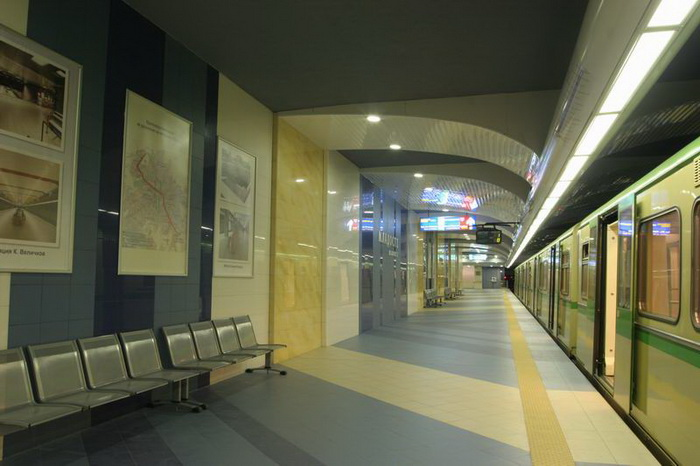
«Младост 1», перрон
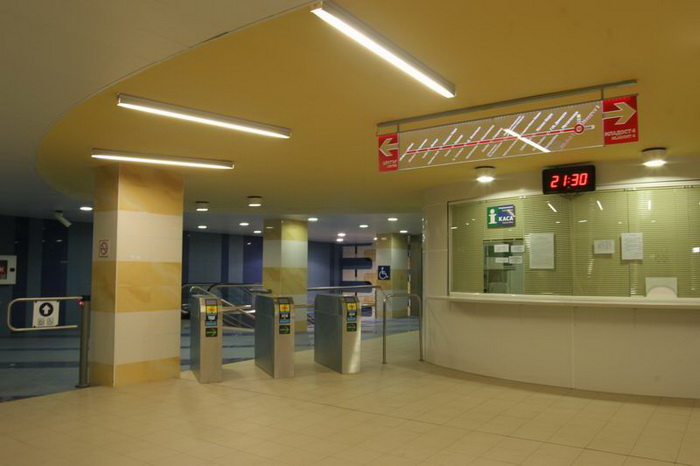
«Младост 1», вестибюль
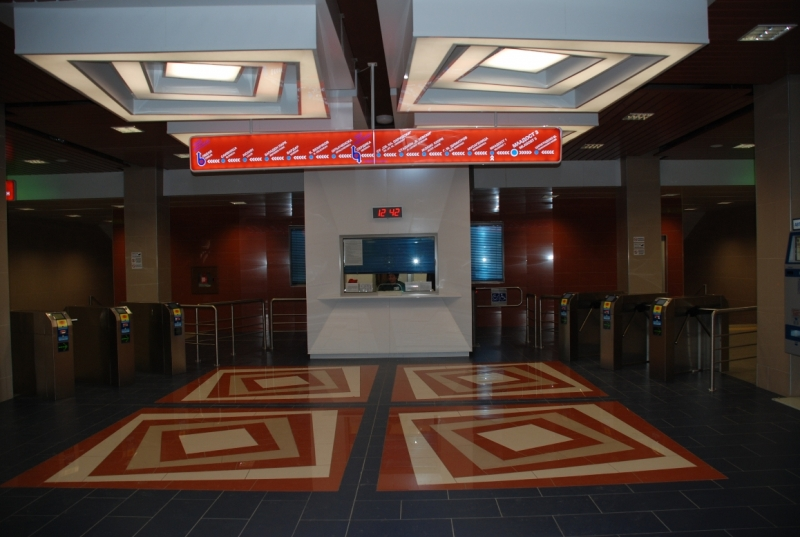
«Младост 3»
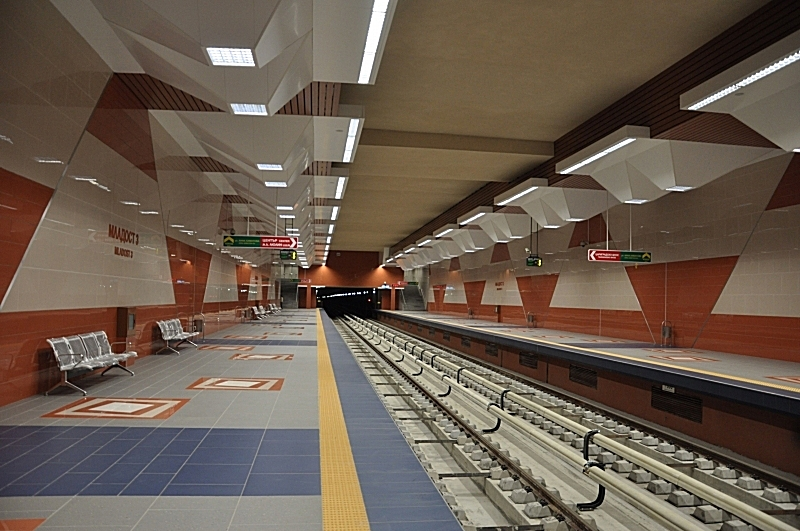
«Младост 3»
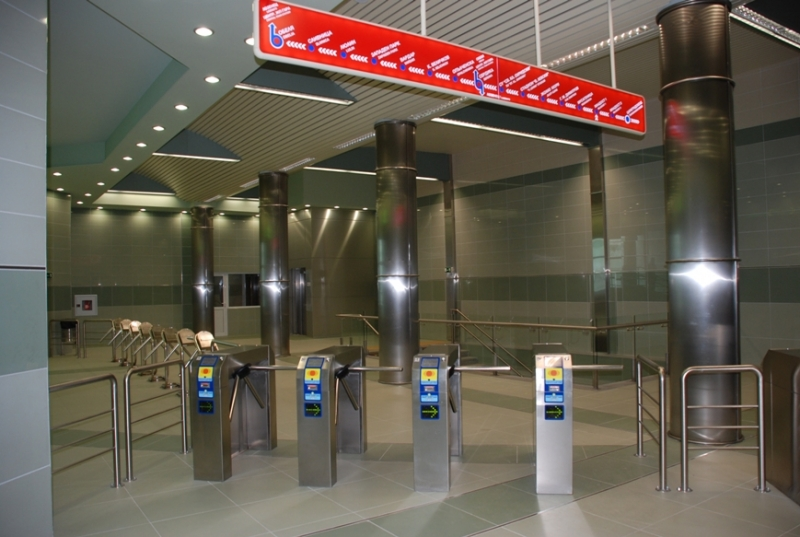
«Цариградско шосе», вестибюль
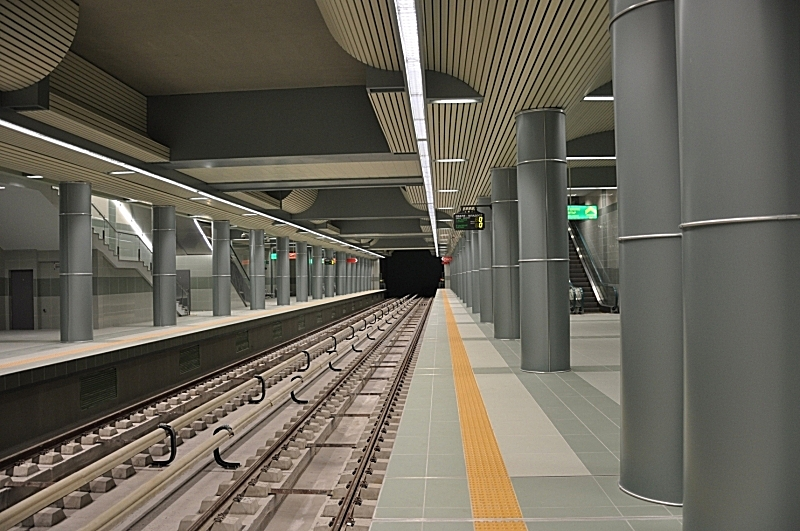
«Цариградско шосе»

### Вторая линия

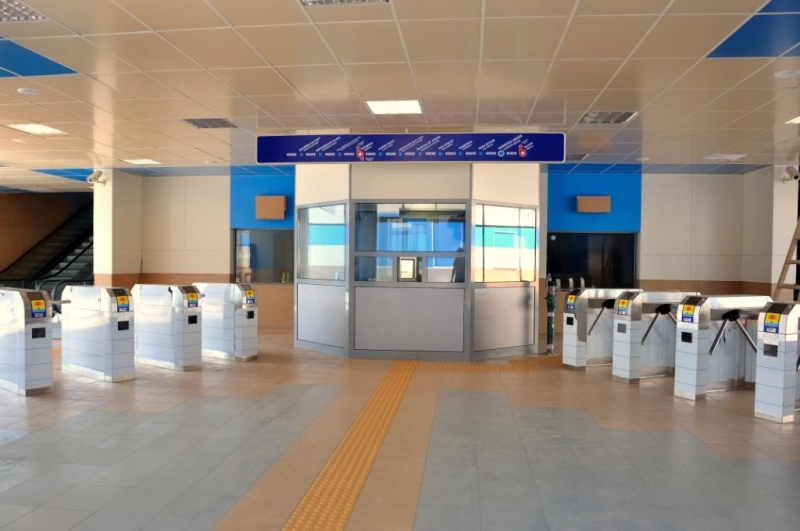
«Ломское шоссе»
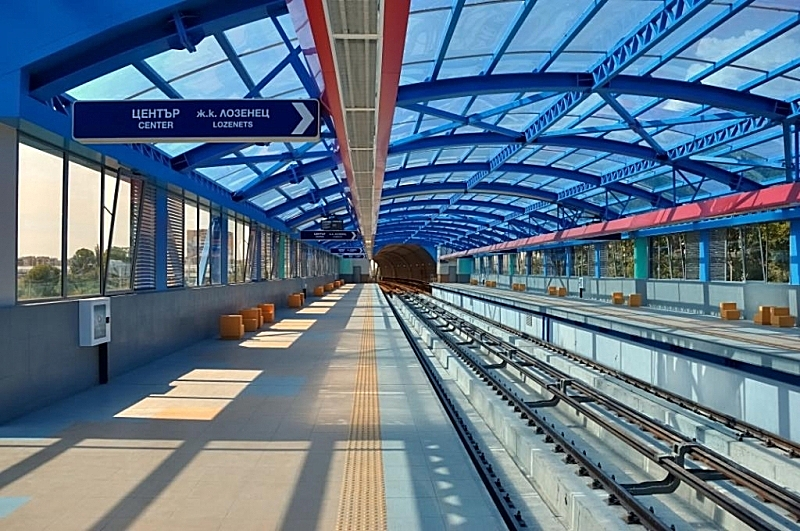
«Ломское шоссе»
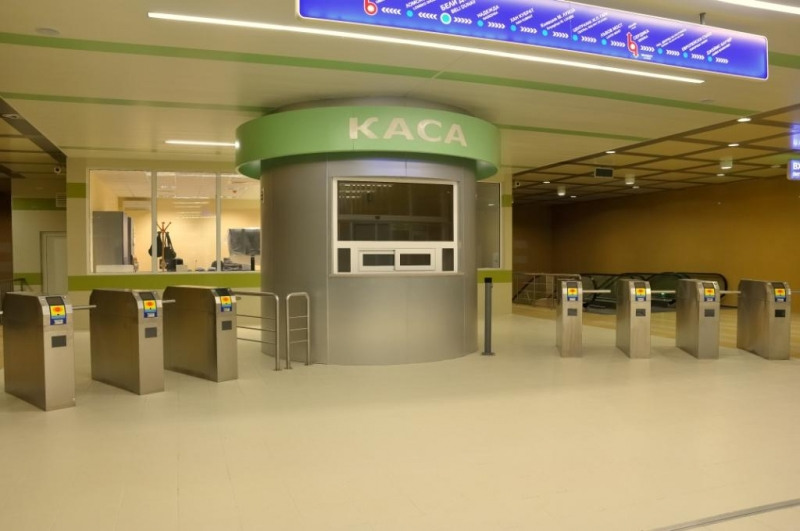
«Белый Дунай»
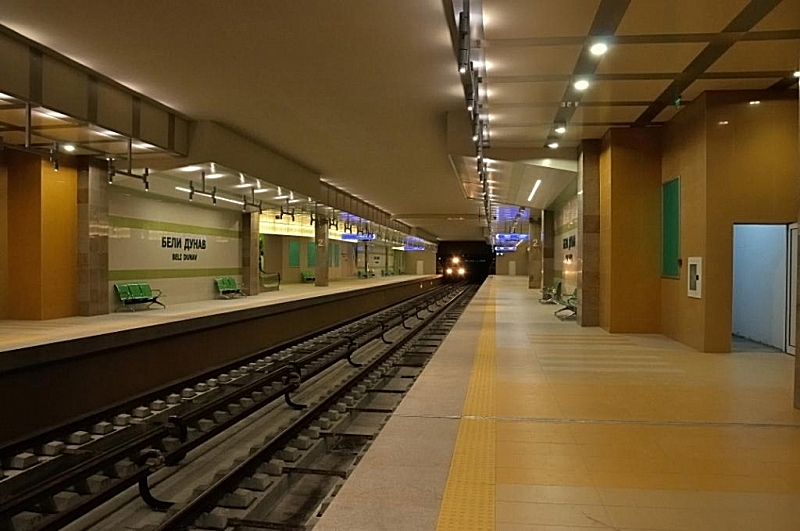
«Белый Дунай»
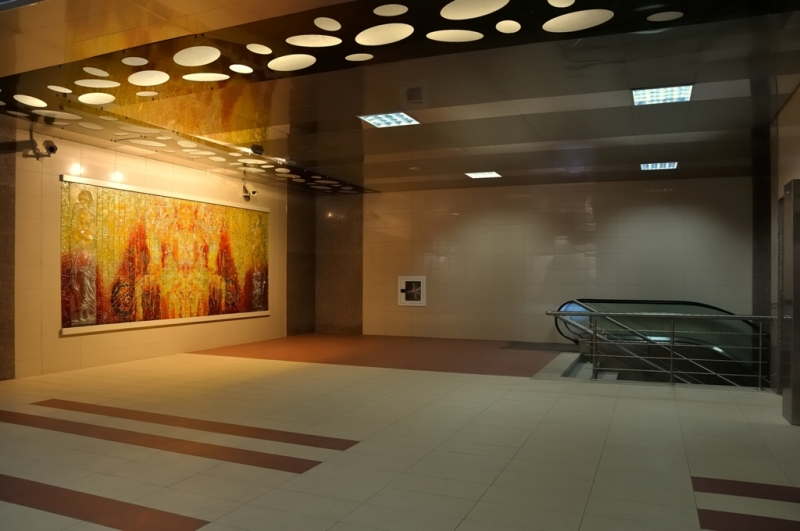
«Надежда»
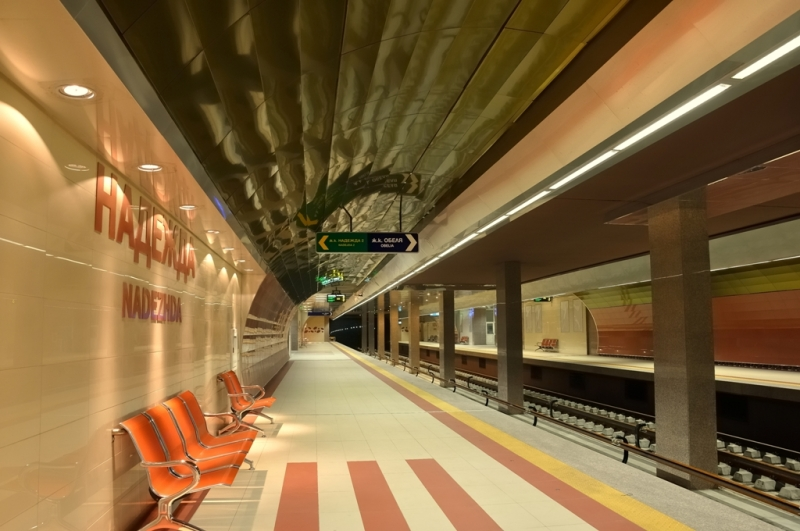
«Надежда»
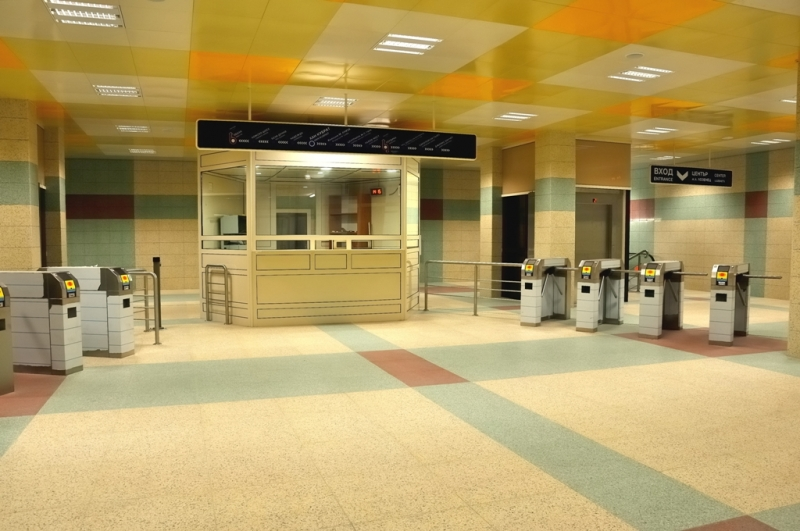
«Хан Кубрат»
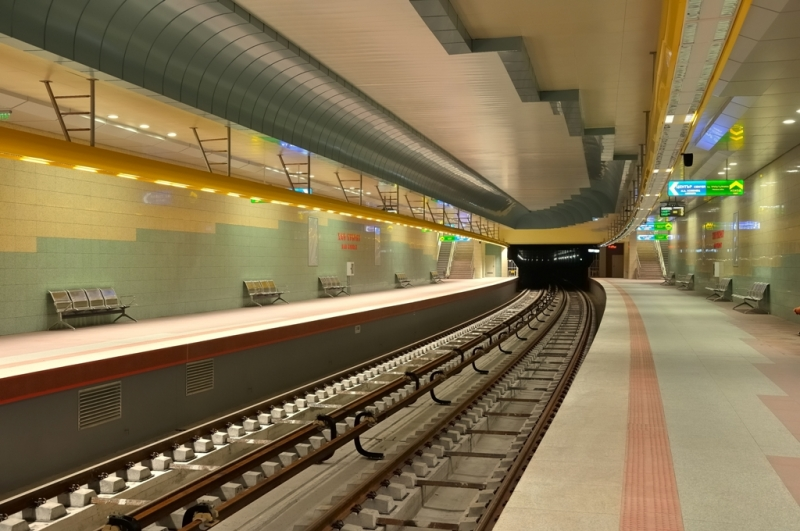
«Хан Кубрат»
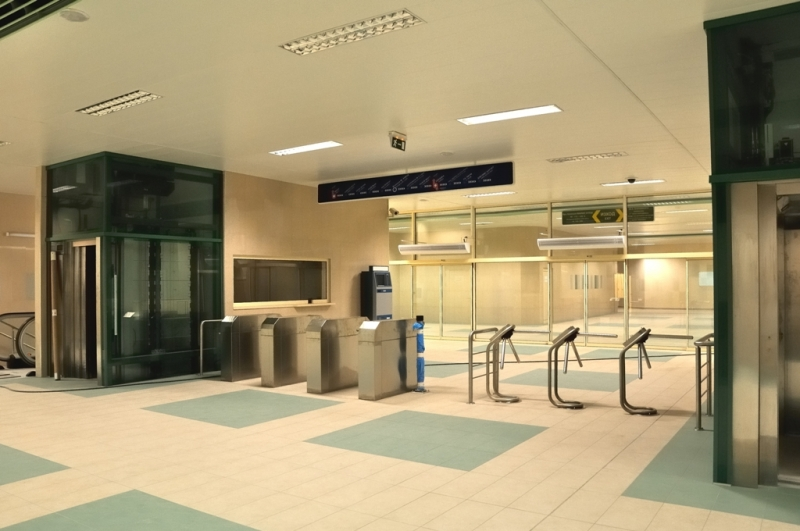
«Княгиня Мария-Луиза»
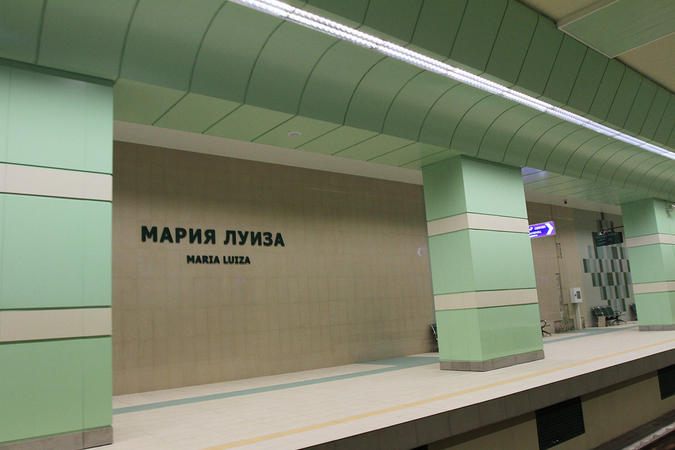
«Княгиня Мария-Луиза»
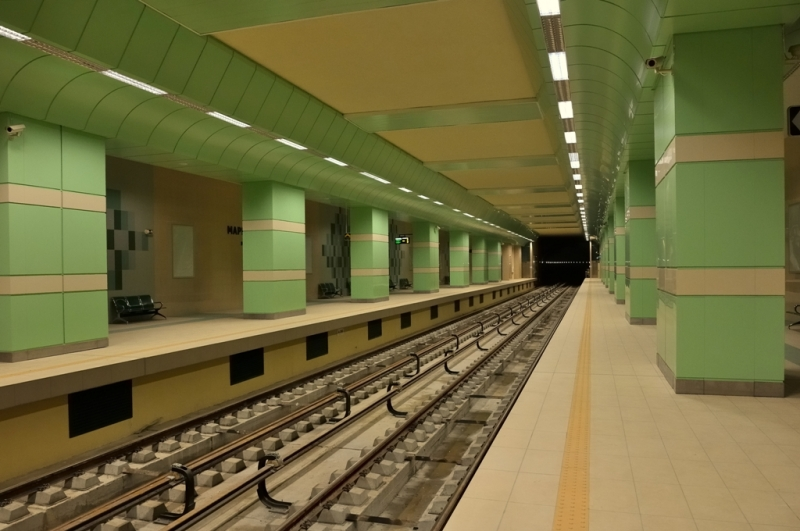
«Княгиня Мария-Луиза»
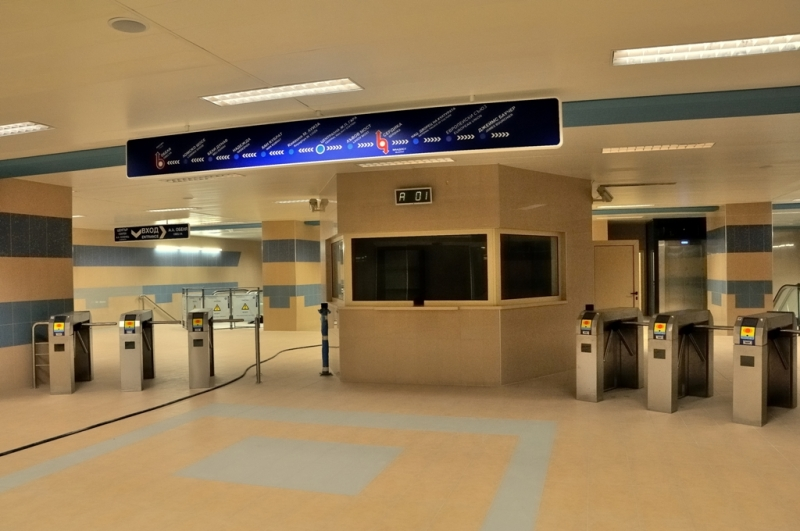
«Центральный ж.д. вокзал»
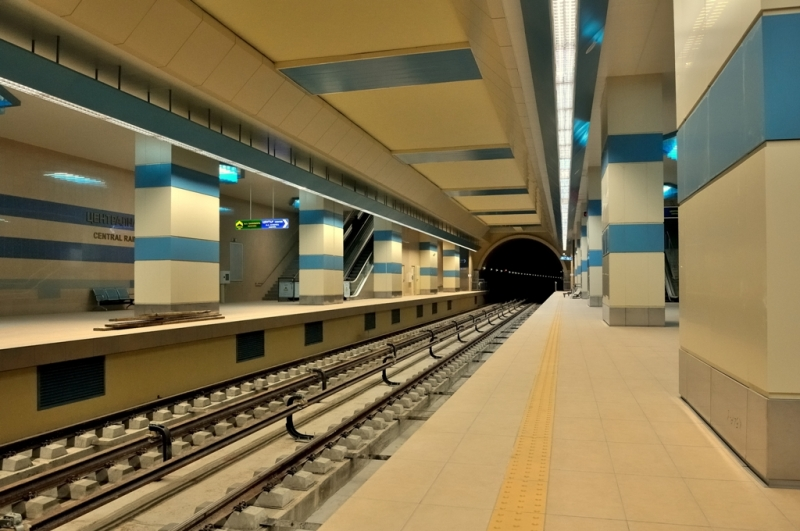
«Центральный ж.д. вокзал»
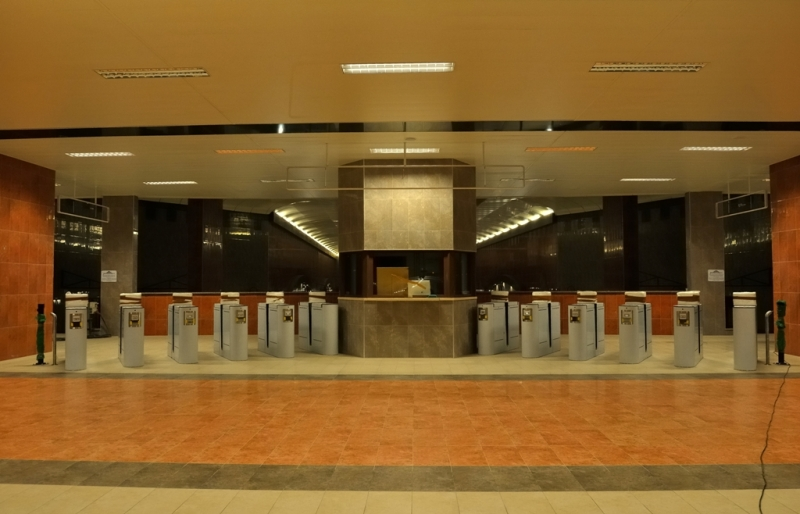
«Львов мост»
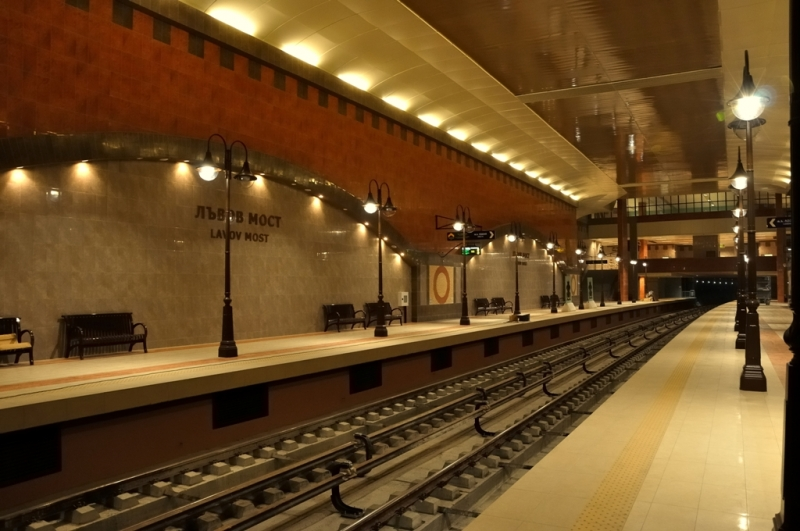
«Львов мост»
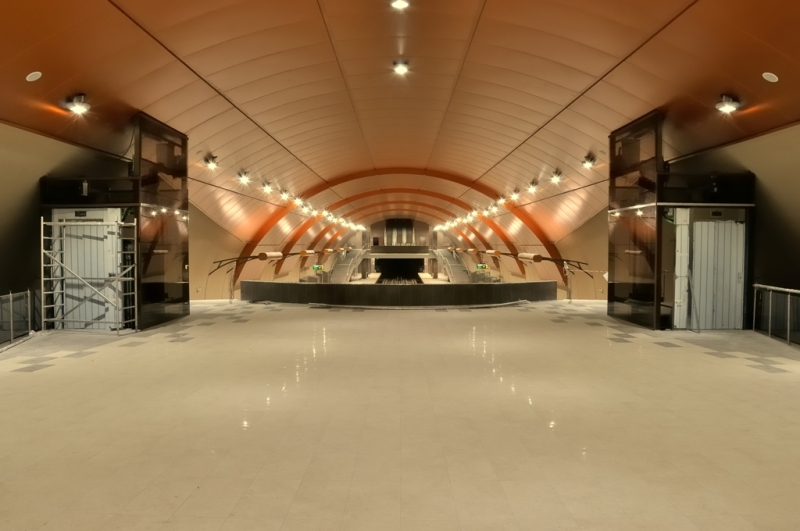
«Сердика II»
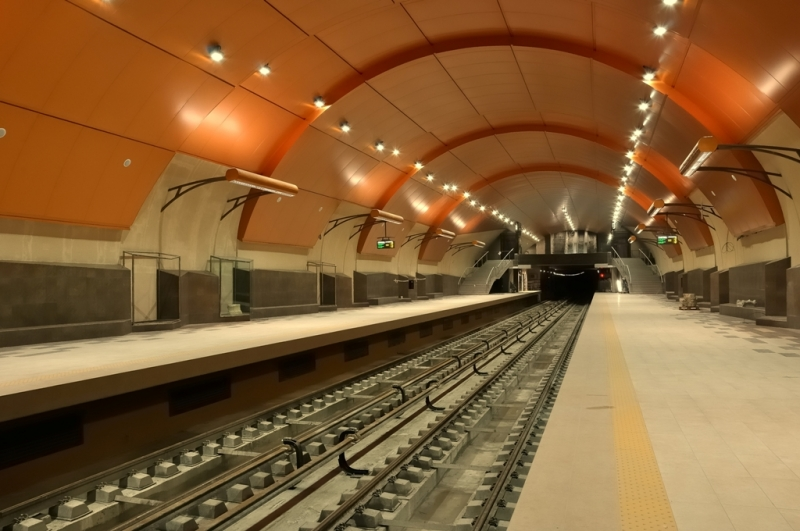
«Сердика II»
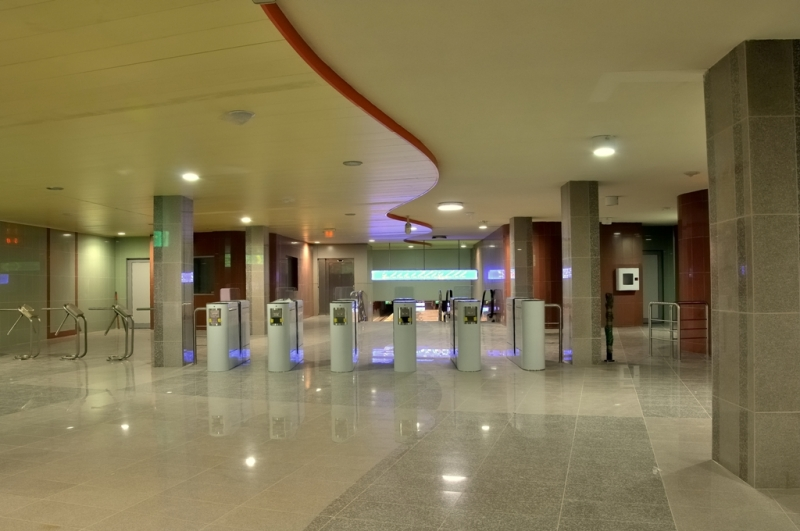
«Национальный дворец культуры»
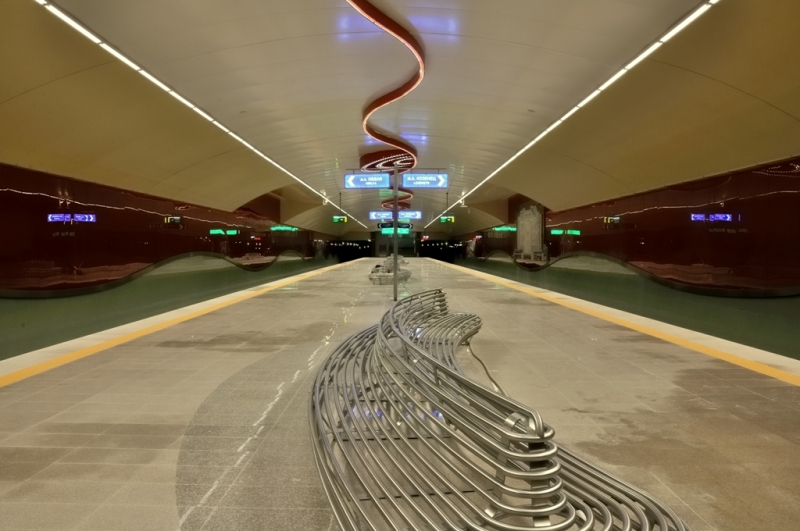
«Национальный дворец культуры»
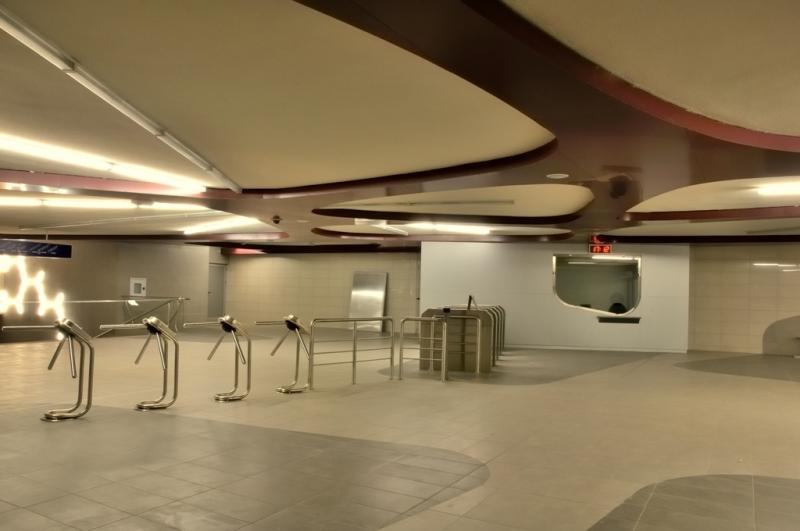
«Европейский союз»
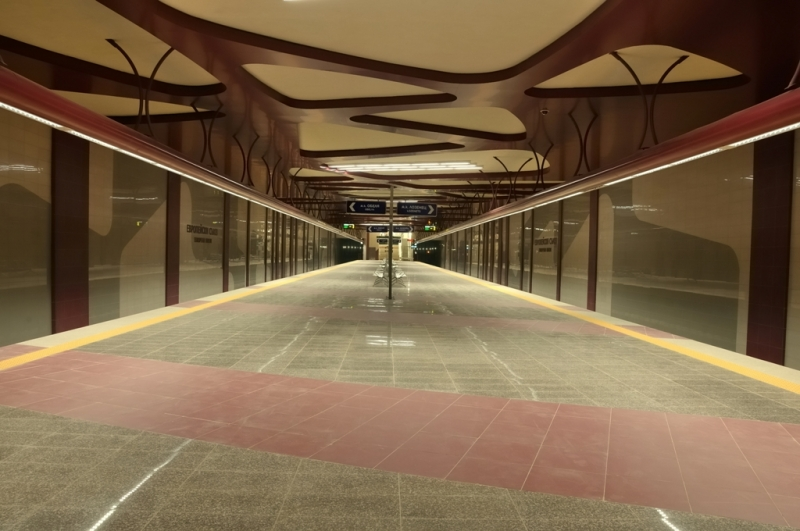
«Европейский союз»
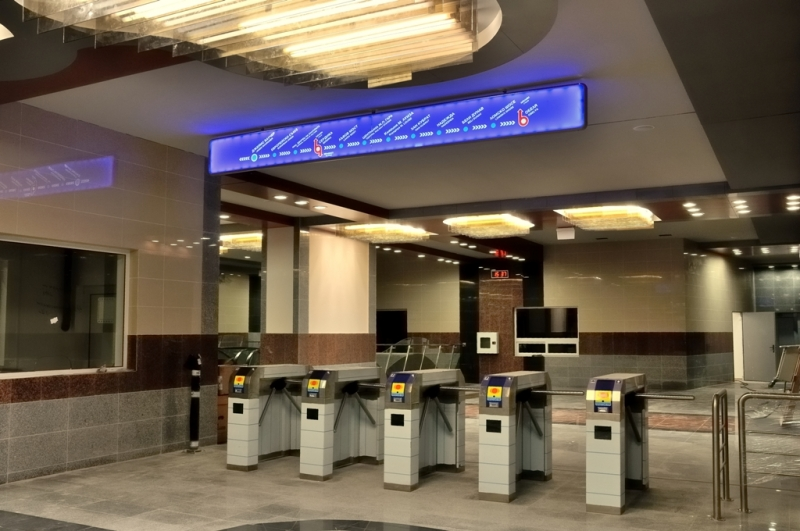
«Джеймс Баучер»
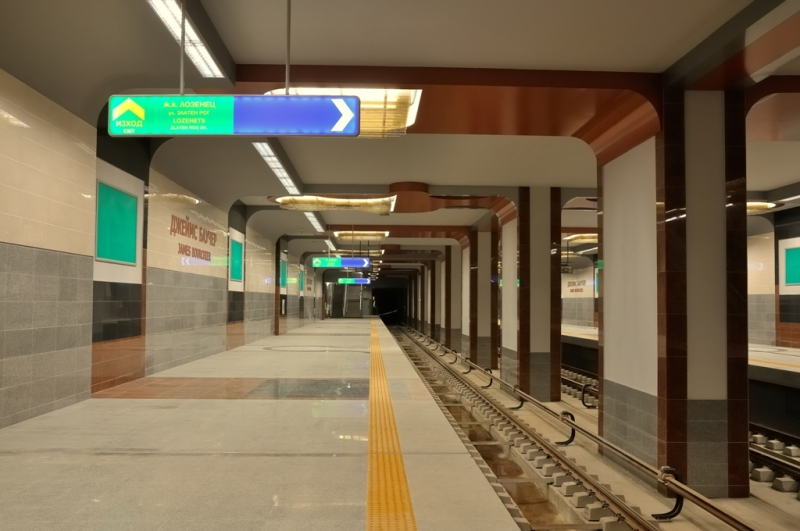
«Джеймс Баучер»

### Третья линия

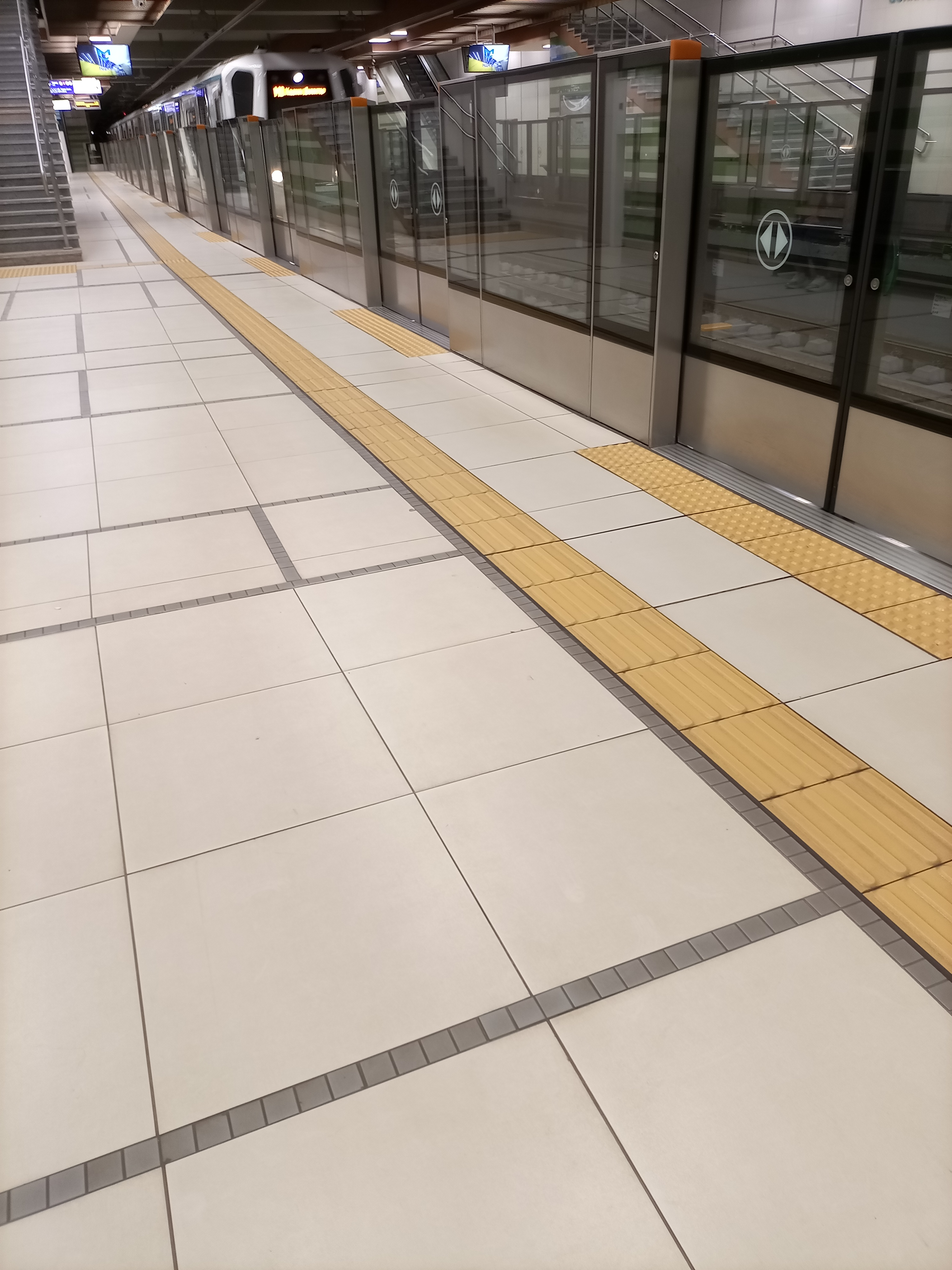
«Горна баня»
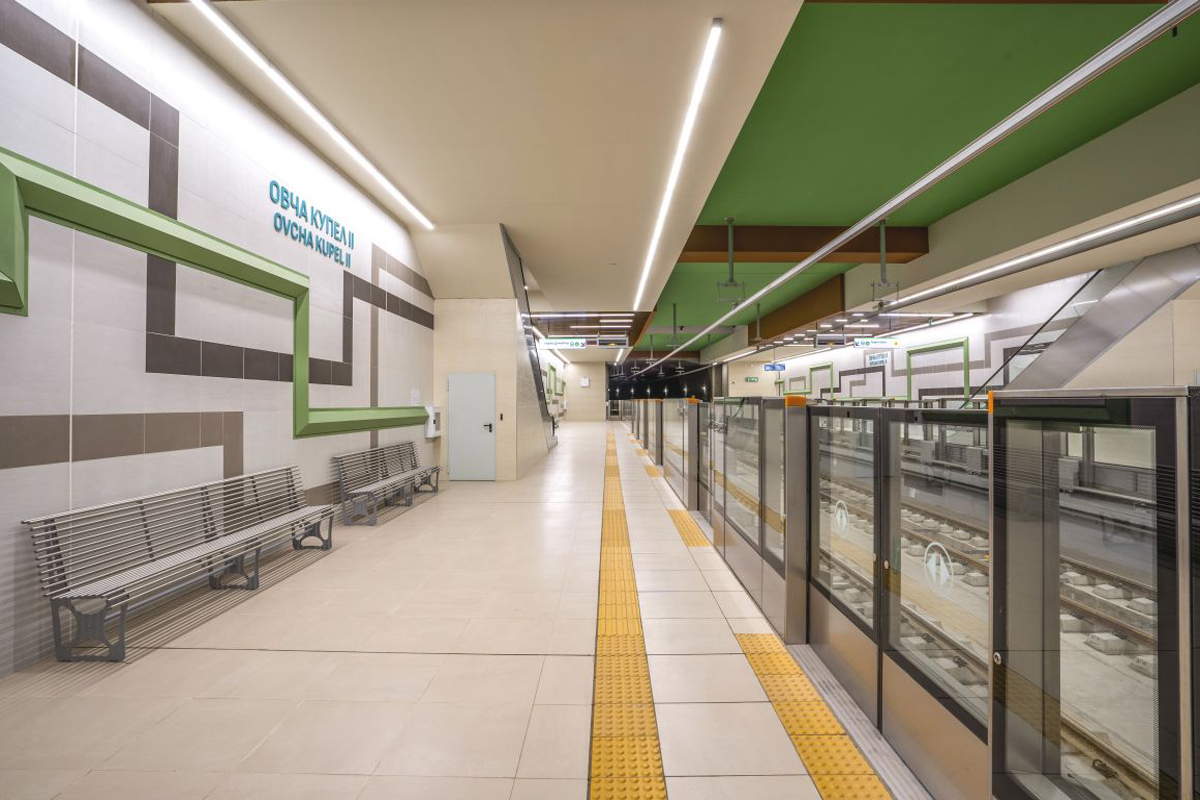
«Овча купел II»
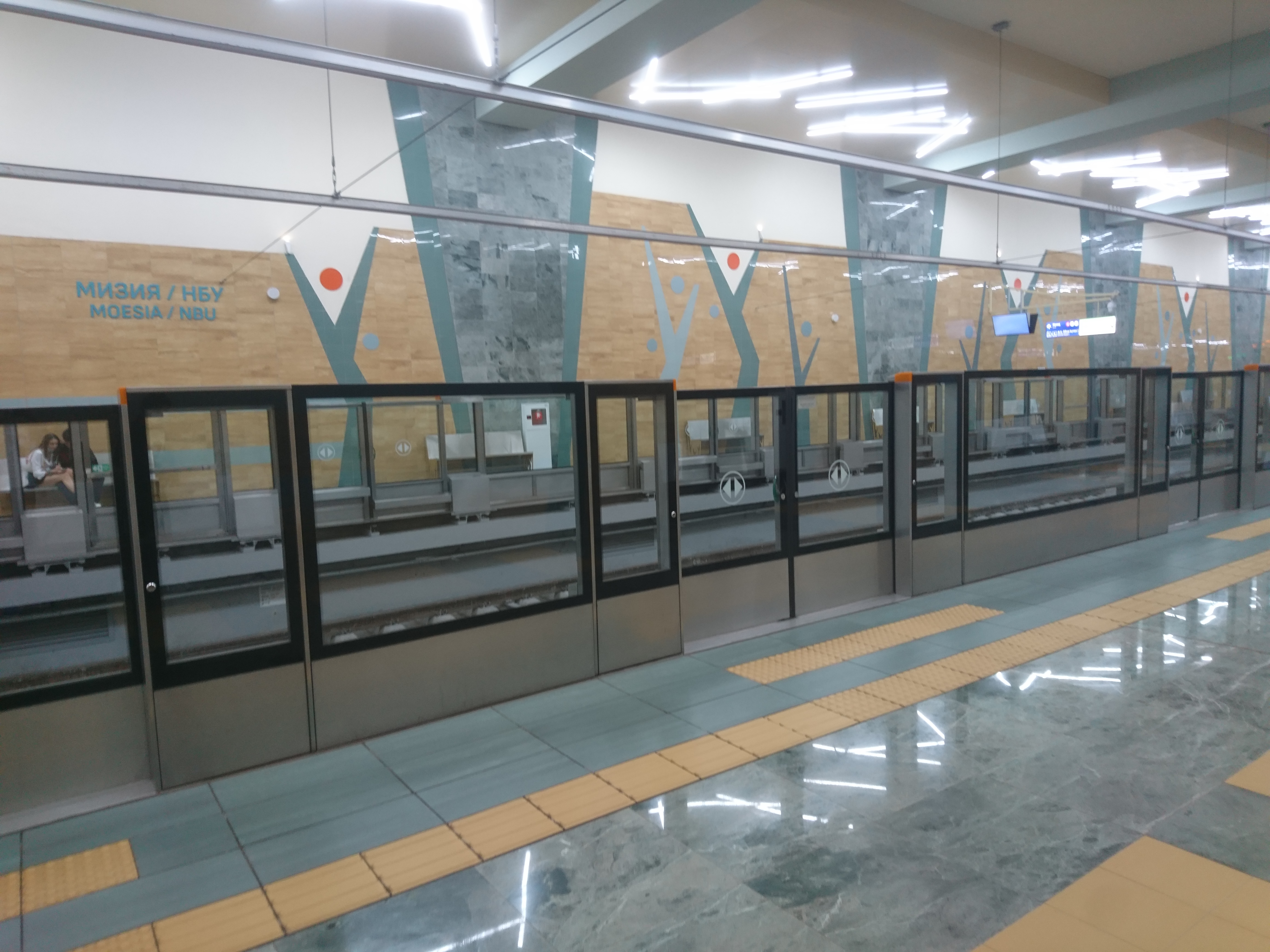
«Мизия»
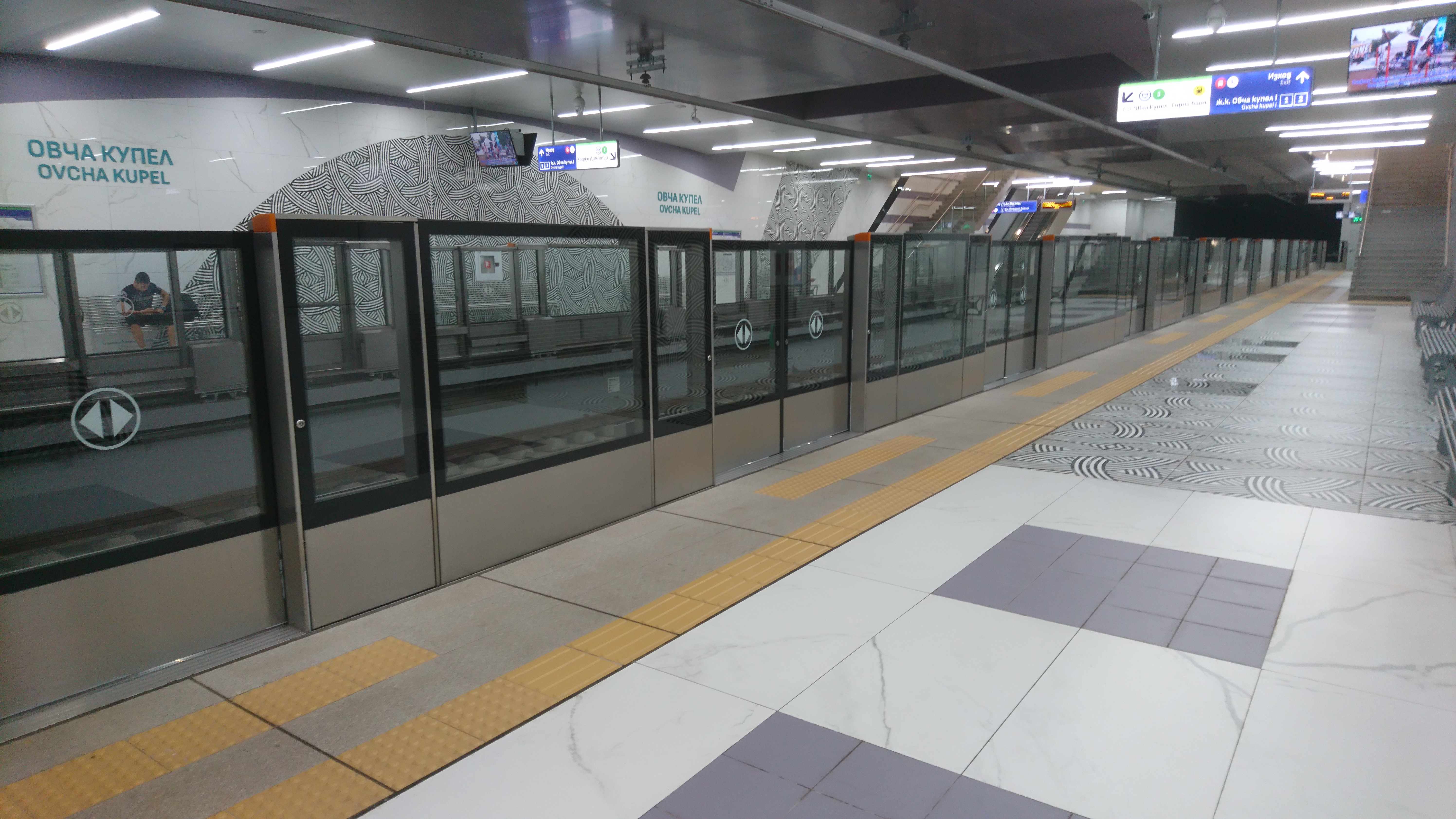
«Овча купел»
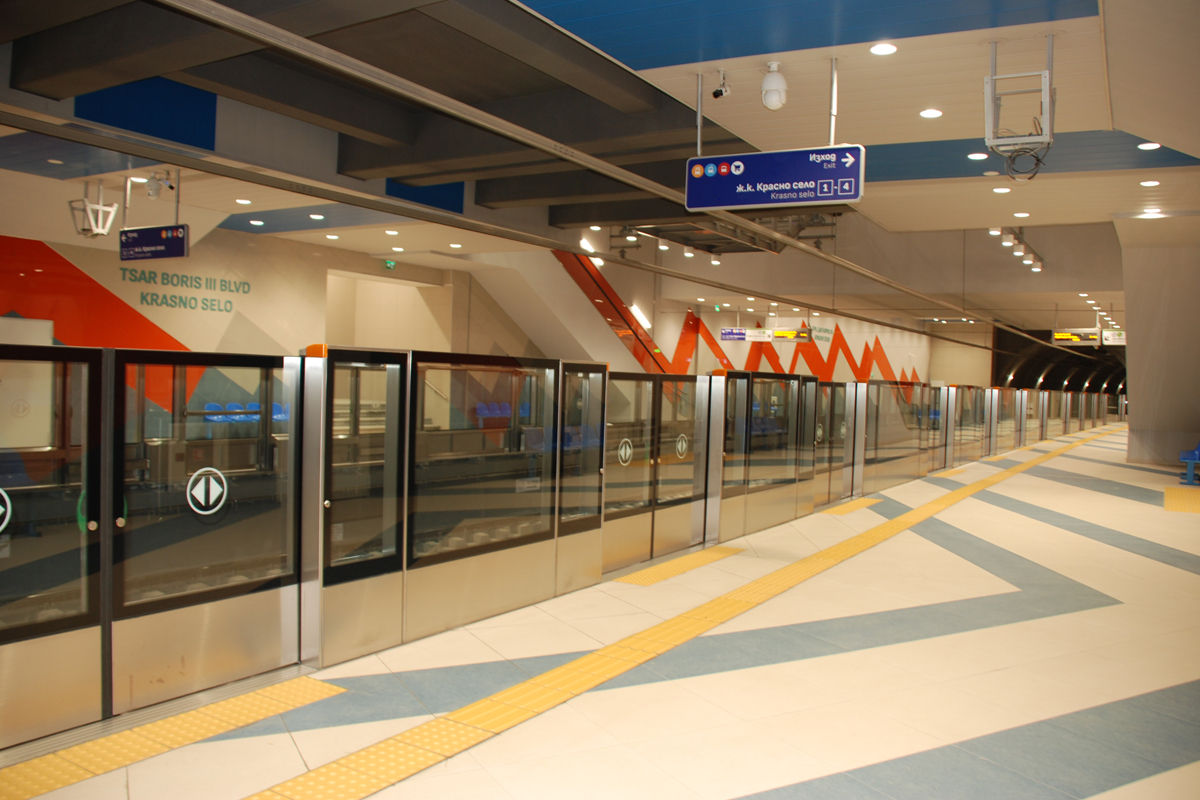
«Красное село»
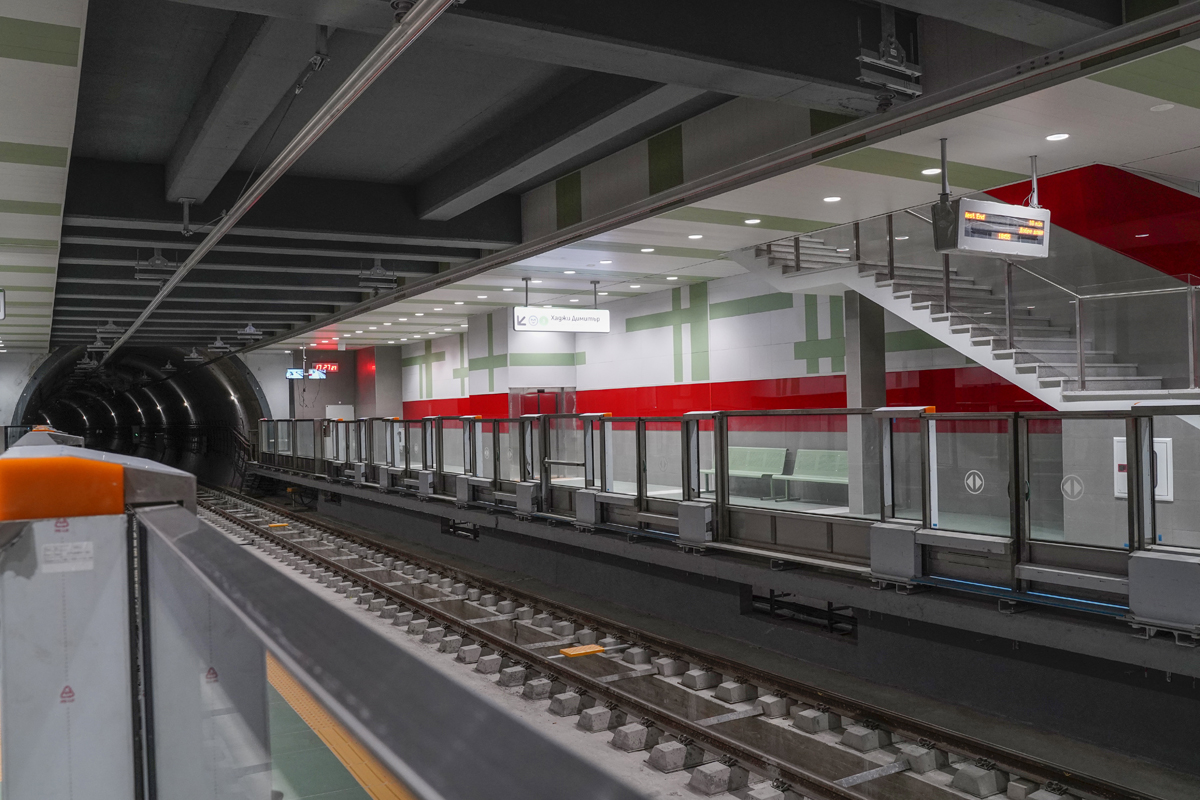
«Болгария»
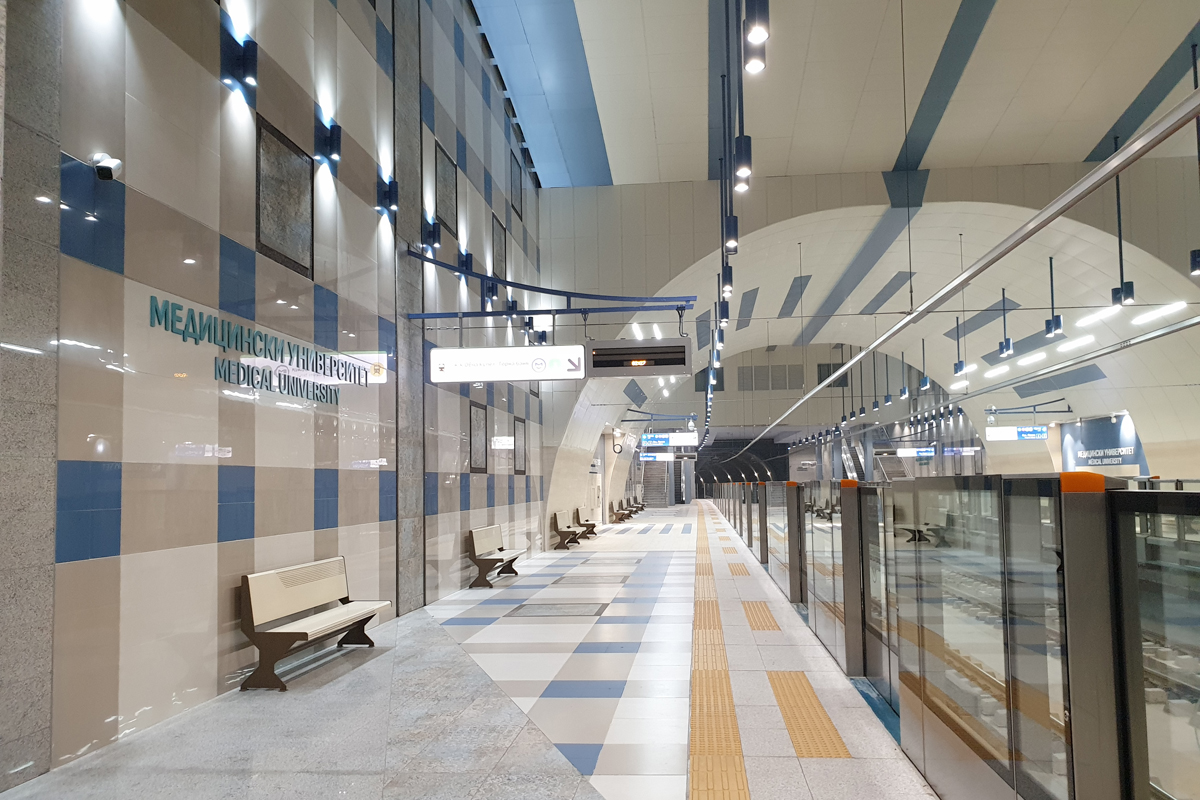
«Медицинский университет»
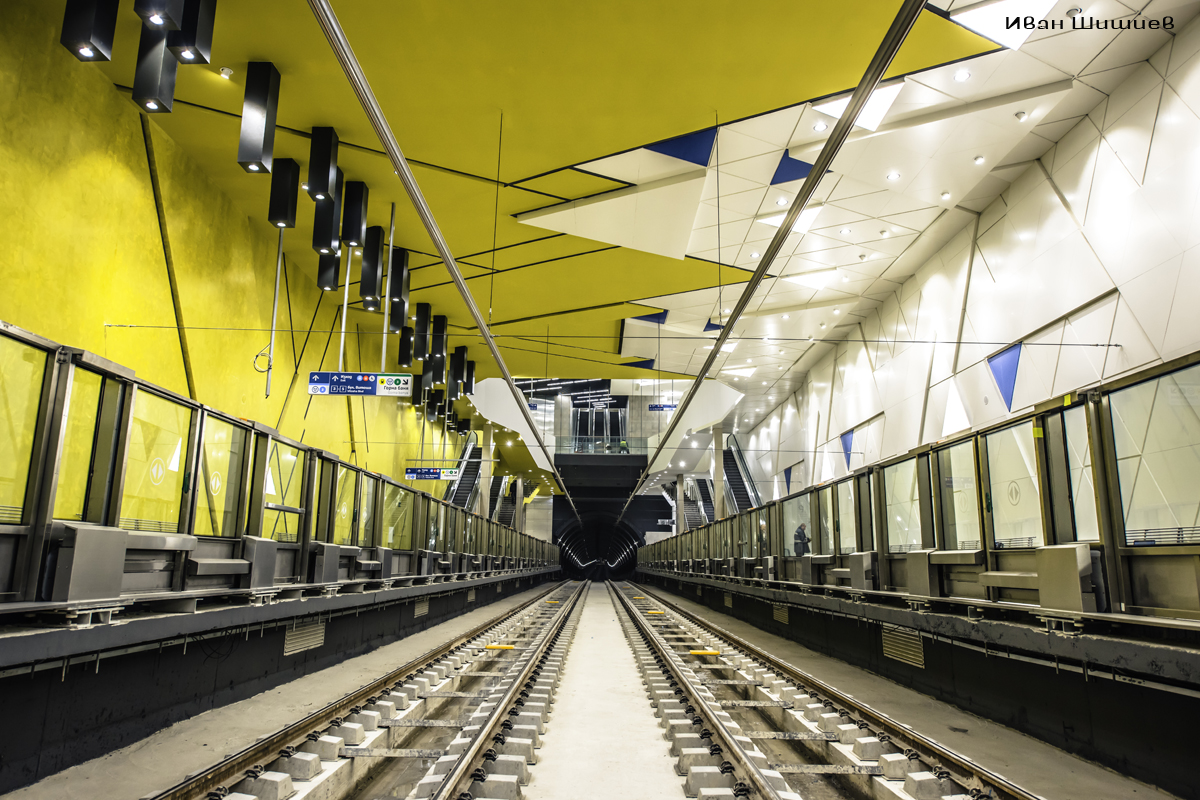
«Национальный Дворец Культуры II»
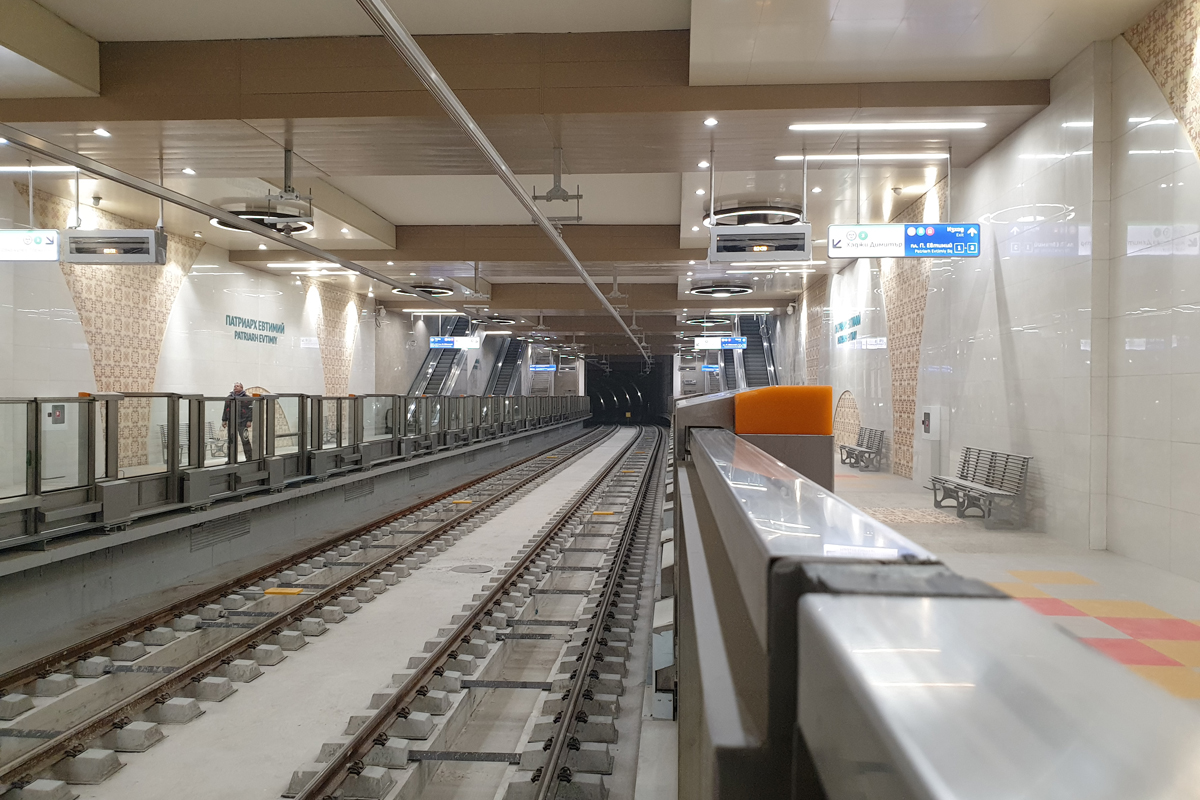
«Св. Патриарх Евфимий»
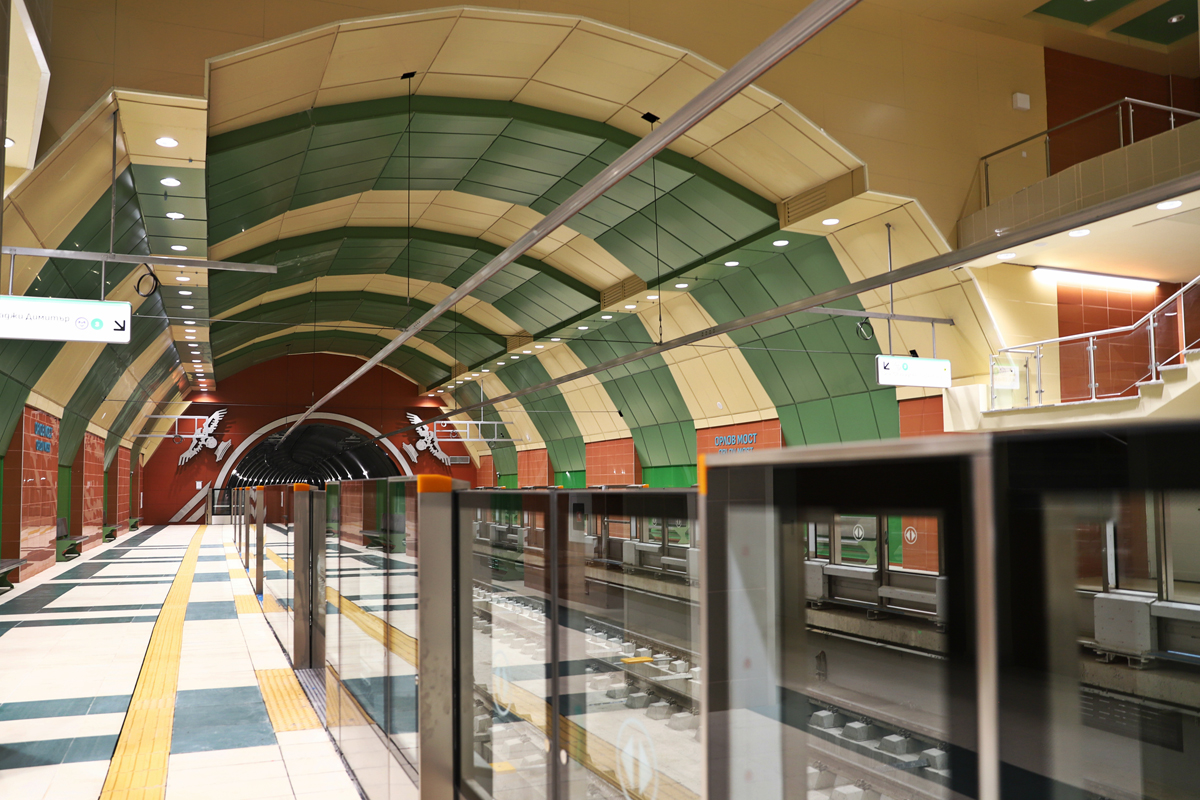
«Орлов мост»
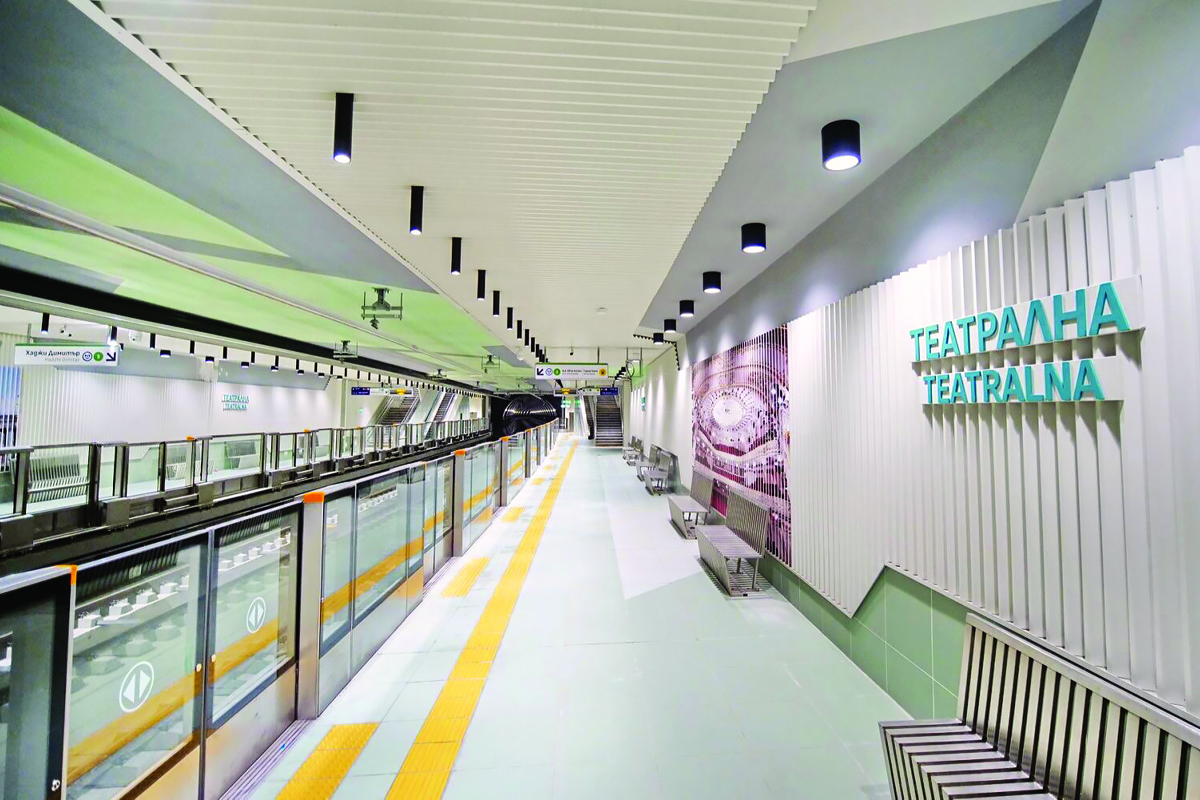
«Театральная»
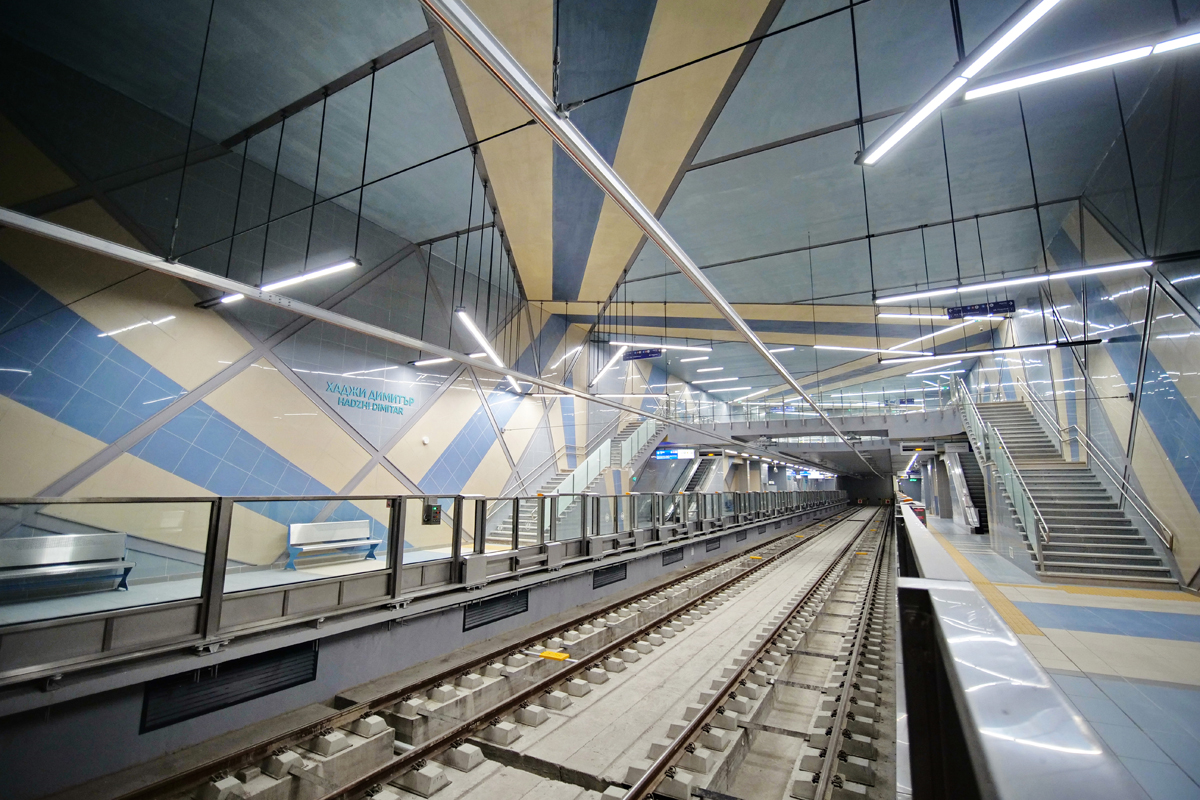
«Хаджи Димитр»

### Четвертая линия

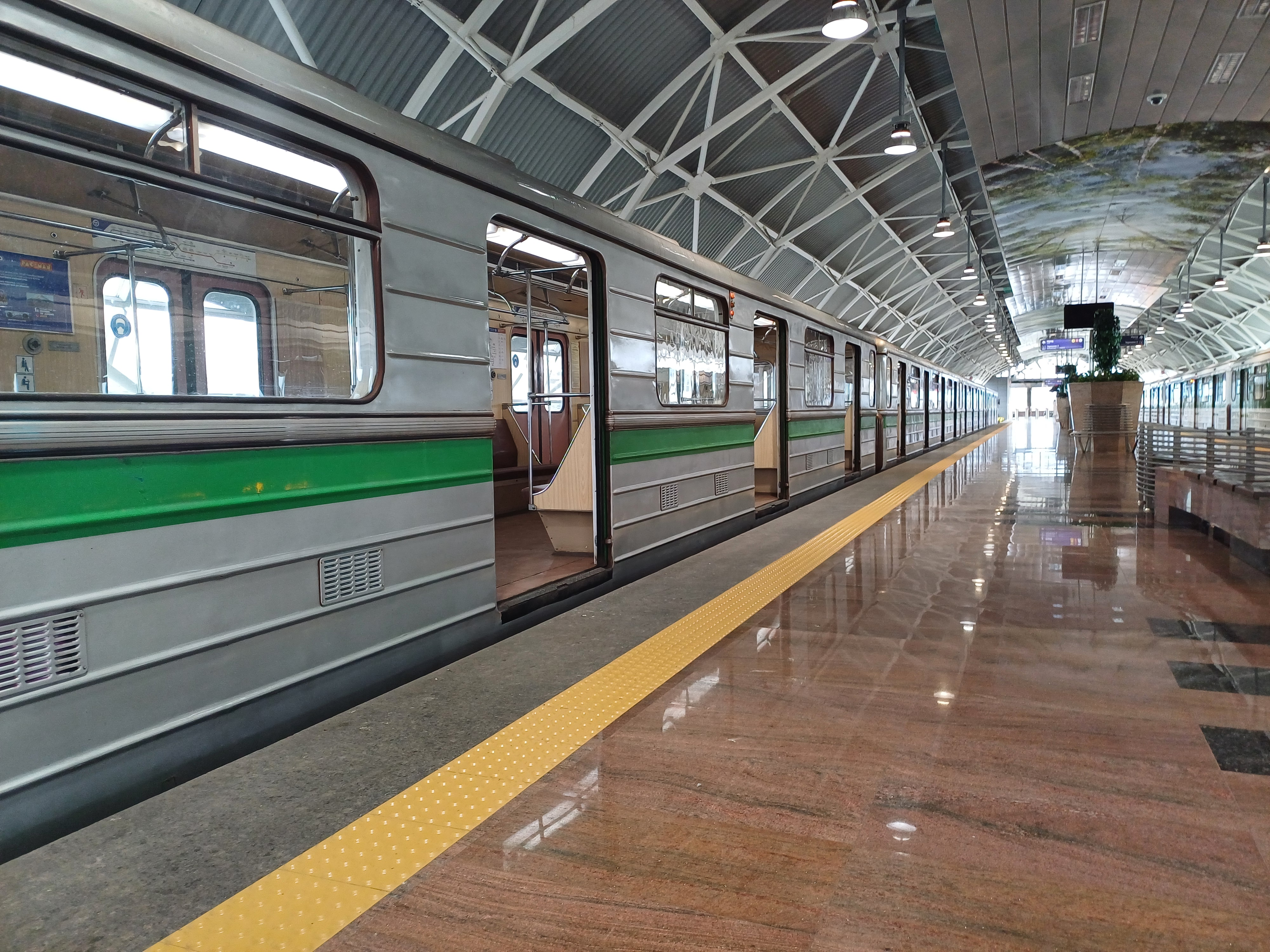
«Аэропорт София»